# ATP Challenger Tour 2022
L'ATP Challenger Tour 2022 è stata una serie di tornei internazionali maschili studiati per consentire a giocatori di seconda fascia di acquisire un ranking sufficiente per accedere ai tabelloni principali dei tornei dell'ATP Tour. Erano previsti tornei con montepremi minimo da 37 520 $ e 32 160 €, fino a un massimo di 159 360 $ e 134 920 €. È stata la quarantacinquesima edizione del circuito di seconda fascia del tennis professionistico, la quattordicesima sotto il nome Challenger Tour.

## Calendario

### Gennaio
| Settimana  | Torneo | Campione                                              | Finalista                                  | Semifinalisti                                | Eliminati ai quarti                                                             |
| ---------- | --- | ----------------------------------------------------- | ------------------------------------------ | -------------------------------------------- | ------------------------------------------------------------------------------- |
| 3 gennaio  | Bendigo International Bendigo, Australia Challenger 80 – 58 320 $ Cemento – 48S/16Q/16D Singolare – Doppio                   | Ernesto Escobedo 5–7, 6–3, 7–5                        | Enzo Couacaud                              | Franco Agamenone Salvatore Caruso            | Dmitrij Popko Quentin Halys Hugo Grenier Vít Kopřiva                            |
| 3 gennaio  | Bendigo International Bendigo, Australia Challenger 80 – 58 320 $ Cemento – 48S/16Q/16D Singolare – Doppio                   | Ruben Bemelmans Daniel Masur 7–6(2), 6-4              | Enzo Couacaud Blaž Rola                    | Franco Agamenone Salvatore Caruso            | Dmitrij Popko Quentin Halys Hugo Grenier Vít Kopřiva                            |
| 3 gennaio  | Traralgon Challenger Traralgon, Australia Challenger 80 – 58 320 $ Cemento – 48S/16Q/16D Singolare – Doppio                  | Tomáš Macháč 7–6(2), 6-3                              | Bjorn Fratangelo                           | Jesper de Jong Mitchell Krueger              | Gilles Simon Michail Kukuškin Nino Serdarušić Jiří Lehečka                      |
| 3 gennaio  | Traralgon Challenger Traralgon, Australia Challenger 80 – 58 320 $ Cemento – 48S/16Q/16D Singolare – Doppio                  | Manuel Guinard Zdeněk Kolář 6–3, 6–4                  | Marc-Andrea Hüsler Dominic Stricker        | Jesper de Jong Mitchell Krueger              | Gilles Simon Michail Kukuškin Nino Serdarušić Jiří Lehečka                      |
| 3 gennaio  | Challenger de Tigre Tigre, Argentina Challenger 50 – 37 520 $ Terra rossa – 32S/24Q/16D Singolare – Doppio                   | Santiago Fa Rodríguez Taverna 6–4, 6–2                | Facundo Díaz Acosta                        | Murkel Dellien Gonzalo Lama                  | Román Andrés Burruchaga Gonzalo Villanueva José Pereira Hernán Casanova         |
| 3 gennaio  | Challenger de Tigre Tigre, Argentina Challenger 50 – 37 520 $ Terra rossa – 32S/24Q/16D Singolare – Doppio                   | Conner Huertas Del Pino Mats Rosenkranz 5–6 rit.      | Matías Franco Descotte Facundo Díaz Acosta | Murkel Dellien Gonzalo Lama                  | Román Andrés Burruchaga Gonzalo Villanueva José Pereira Hernán Casanova         |
| 3 gennaio  | Città di Forlì I Forlì, Italia Challenger 50 – 32 160 € Cemento (i) – 32S/24Q/16D Singolare – Doppio                         | Luca Nardi 6–3, 6–1                                   | Sasi Kumar Mukund                          | Zsombor Piros Cedrik-Marcel Stebe            | Jay Clarke Elliot Benchetrit Christian Harrison Luca Potenza                    |
| 3 gennaio  | Città di Forlì I Forlì, Italia Challenger 50 – 32 160 € Cemento (i) – 32S/24Q/16D Singolare – Doppio                         | Marco Bortolotti Arjun Kadhe 7–6(5), 6-2              | Michael Geerts Alexander Ritschard         | Zsombor Piros Cedrik-Marcel Stebe            | Jay Clarke Elliot Benchetrit Christian Harrison Luca Potenza                    |
| 10 gennaio | Città di Forlì II Forlì, Italia Challenger 80 – 45 730 € Cemento (i) – 32S/24Q/16D Singolare – Doppio                        | Jack Draper 6–3, 6–0                                  | Jay Clarke                                 | Zsombor Piros Adrian Andreev                 | Vasek Pospisil Alexander Ritschard Paul Jubb Evan Furness                       |
| 10 gennaio | Città di Forlì II Forlì, Italia Challenger 80 – 45 730 € Cemento (i) – 32S/24Q/16D Singolare – Doppio                        | Sadio Doumbia Fabien Reboul 6–2, 6–3                  | Nicolás Mejía Alexander Ritschard          | Zsombor Piros Adrian Andreev                 | Vasek Pospisil Alexander Ritschard Paul Jubb Evan Furness                       |
| 10 gennaio | Aberto de Tênis de Santa Catarina Blumenau, Brasile Challenger 50 – 37 520 $ Terra rossa – 32S/24Q/16D Singolare – Doppio    | Igor Marcondes 3–6, 7–5, 6–1                          | Juan Bautista Torres                       | Genaro Alberto Olivieri Juan Pablo Paz       | Nicolas Moreno de Alboran Facundo Juárez Gonzalo Villanueva Facundo Díaz Acosta |
| 10 gennaio | Aberto de Tênis de Santa Catarina Blumenau, Brasile Challenger 50 – 37 520 $ Terra rossa – 32S/24Q/16D Singolare – Doppio    | Boris Arias Federico Zeballos 7–6(3), 6–1             | Diego Hidalgo Cristian Rodríguez           | Genaro Alberto Olivieri Juan Pablo Paz       | Nicolas Moreno de Alboran Facundo Juárez Gonzalo Villanueva Facundo Díaz Acosta |
| 17 gennaio | Città di Forlì III Forlì, Italia Challenger 80 – 45 730 € Cemento (i) – 32S/24Q/16D Singolare – Doppio                       | Pavel Kotov 7–5, 6(5)–7, 6–3                          | Quentin Halys                              | Frederico Ferreira Silva Cedrik-Marcel Stebe | Vasek Pospisil Lukáš Rosol Franco Agamenone Gian Marco Moroni                   |
| 17 gennaio | Città di Forlì III Forlì, Italia Challenger 80 – 45 730 € Cemento (i) – 32S/24Q/16D Singolare – Doppio                       | Victor Vlad Cornea Fabian Fallert 6–4, 6(6)–7, [10–7] | Jonáš Forejtek Jelle Sels                  | Frederico Ferreira Silva Cedrik-Marcel Stebe | Vasek Pospisil Lukáš Rosol Franco Agamenone Gian Marco Moroni                   |
| 17 gennaio | Challenger Concepción Concepción, Cile Challenger 80 – 53 120 $ Terra rossa – 32S/24Q/16D Singolare – Doppio                 | Daniel Elahi Galán 6–1, 3–6, 6–3                      | Santiago Fa Rodríguez Taverna              | Hugo Dellien Gonzalo Lama                    | Pedro Sakamoto Camilo Ugo Carabelli Francisco Cerúndolo Facundo Mena            |
| 17 gennaio | Challenger Concepción Concepción, Cile Challenger 80 – 53 120 $ Terra rossa – 32S/24Q/16D Singolare – Doppio                 | Diego Hidalgo Cristian Rodríguez 6–2, 6–0             | Francisco Cerúndolo Camilo Ugo Carabelli   | Hugo Dellien Gonzalo Lama                    | Pedro Sakamoto Camilo Ugo Carabelli Francisco Cerúndolo Facundo Mena            |
| 24 gennaio | Open Quimper Bretagne Occidentale Quimper, Francia Challenger 80 – 45 730 € Cemento (i) – 32S/24Q/16D Singolare – Doppio     | Vasek Pospisil 6–4, 3–6, 6–1                          | Grégoire Barrère                           | Dennis Novak Hiroki Moriya                   | Andrej Kuznecov João Sousa Tim van Rijthoven Alexandre Müller                   |
| 24 gennaio | Open Quimper Bretagne Occidentale Quimper, Francia Challenger 80 – 45 730 € Cemento (i) – 32S/24Q/16D Singolare – Doppio     | Albano Olivetti David Vega Hernández 3–6, 6–4, [10–8] | Sander Arends David Pel                    | Dennis Novak Hiroki Moriya                   | Andrej Kuznecov João Sousa Tim van Rijthoven Alexandre Müller                   |
| 24 gennaio | Columbus Challenger Columbus, Stati Uniti Challenger 80 – 53 120 $ Cemento (i) – 32S/24Q/16D Singolare – Doppio              | Yoshihito Nishioka 6–2, 6–4                           | Dominic Stricker                           | Jenson Brooksby Jurij Rodionov               | Ernesto Escobedo Emilio Gómez Mikael Torpegaard Jack Sock                       |
| 24 gennaio | Columbus Challenger Columbus, Stati Uniti Challenger 80 – 53 120 $ Cemento (i) – 32S/24Q/16D Singolare – Doppio              | Tennys Sandgren Mikael Torpegaard 5–7, 6–4, [10–5]    | Luca Margaroli Yasutaka Uchiyama           | Jenson Brooksby Jurij Rodionov               | Ernesto Escobedo Emilio Gómez Mikael Torpegaard Jack Sock                       |
| 24 gennaio | Santa Cruz Challenger Santa Cruz de la Sierra, Bolivia Challenger 80 – 53 120 $ Terra rossa – 32S/24Q/16D Singolare – Doppio | Francisco Cerúndolo 6–4, 6–3                          | Camilo Ugo Carabelli                       | Hugo Dellien Pedro Cachín                    | Nicolás Álvarez Nicolas Moreno de Alboran Murkel Dellien Fernando Verdasco      |
| 24 gennaio | Santa Cruz Challenger Santa Cruz de la Sierra, Bolivia Challenger 80 – 53 120 $ Terra rossa – 32S/24Q/16D Singolare – Doppio | Diego Hidalgo Cristian Rodríguez 4–6, 6–3, [10–8]     | Andrej Martin Tristan-Samuel Weissborn     | Hugo Dellien Pedro Cachín                    | Nicolás Álvarez Nicolas Moreno de Alboran Murkel Dellien Fernando Verdasco      |
| 31 gennaio | Cleveland Open Cleveland, Stati Uniti Challenger 80 – 53 120 $ Cemento (i) – 32S/24Q/16D Singolare – Doppio                  | Dominic Stricker 7–5, 6–1                             | Yoshihito Nishioka                         | Thomas Fabbiano Michael Mmoh                 | Cedrik-Marcel Stebe William Blumberg Alexis Galarneau Ernesto Escobedo          |
| 31 gennaio | Cleveland Open Cleveland, Stati Uniti Challenger 80 – 53 120 $ Cemento (i) – 32S/24Q/16D Singolare – Doppio                  | William Blumberg Max Schnur 6–3, 7–6(4)               | Robert Galloway Jackson Withrow            | Thomas Fabbiano Michael Mmoh                 | Cedrik-Marcel Stebe William Blumberg Alexis Galarneau Ernesto Escobedo          |

### Febbraio
| Settimana   | Torneo | Campione                                            | Finalista                         | Semifinalisti                   | Eliminati ai quarti                                                     |
| ----------- | --- | --------------------------------------------------- | --------------------------------- | ------------------------------- | ----------------------------------------------------------------------- |
| 7 febbraio  | Bengaluru Tennis Open I Bangalore, India Challenger 80 – 53 120 $ Cemento – 32S/24Q/16D Singolare – Doppio              | Tseng Chun-hsin 6–4, 7–5                            | Borna Gojo                        | Enzo Couacaud Alexandre Müller  | Jiří Veselý Gabriel Décamps Kimmer Coppejans Cem İlkel                  |
| 7 febbraio  | Bengaluru Tennis Open I Bangalore, India Challenger 80 – 53 120 $ Cemento – 32S/24Q/16D Singolare – Doppio              | Saketh Myneni Ramkumar Ramanathan 6–3, 6–2          | Hugo Grenier Alexandre Müller     | Enzo Couacaud Alexandre Müller  | Jiří Veselý Gabriel Décamps Kimmer Coppejans Cem İlkel                  |
| 7 febbraio  | Challenger Cherbourg-La Manche Cherbourg, Francia Challenger 80 – 45 730 € Cemento (i) – 32S/24Q/16D Singolare – Doppio | Benjamin Bonzi 6–4, 2–6, 6–4                        | Constant Lestienne                | Zizou Bergs Ernests Gulbis      | Jack Draper Ruben Bemelmans Luca Van Assche Pierre-Hugues Herbert       |
| 7 febbraio  | Challenger Cherbourg-La Manche Cherbourg, Francia Challenger 80 – 45 730 € Cemento (i) – 32S/24Q/16D Singolare – Doppio | Jonathan Eysseric Quentin Halys 7–6(6), 6–2         | Hendrik Jebens Niklas Schell      | Zizou Bergs Ernests Gulbis      | Jack Draper Ruben Bemelmans Luca Van Assche Pierre-Hugues Herbert       |
| 14 febbraio | Bengaluru Tennis Open II Bangalore, India Challenger 80 – 53 120 $ Cemento – 32S/24Q/16D Singolare – Doppio             | Aleksandar Vukic 6–4, 6–4                           | Dimitar Kuzmanov                  | Borna Gojo Enzo Couacaud        | Max Purcell Antoine Bellier Johan Nikles Mathias Bourgue                |
| 14 febbraio | Bengaluru Tennis Open II Bangalore, India Challenger 80 – 53 120 $ Cemento – 32S/24Q/16D Singolare – Doppio             | Alexander Erler Arjun Kadhe 6–3, 6(4)–7, [10–7]     | Saketh Myneni Ramkumar Ramanathan | Borna Gojo Enzo Couacaud        | Max Purcell Antoine Bellier Johan Nikles Mathias Bourgue                |
| 14 febbraio | Città di Forlì IV Forlì, Italia Challenger 80 – 45 730 € Cemento (i) – 32S/24Q/16D Singolare – Doppio                   | Jack Draper 6–1, 6–2                                | Tim van Rijthoven                 | Yosuke Watanuki Nuno Borges     | Evan Furness Grégoire Barrère Constant Lestienne Robin Haase            |
| 14 febbraio | Città di Forlì IV Forlì, Italia Challenger 80 – 45 730 € Cemento (i) – 32S/24Q/16D Singolare – Doppio                   | Victor Vlad Cornea Fabian Fallert 6–4, 3–6, [10–2]  | Antonio Šančić Igor Zelenay       | Yosuke Watanuki Nuno Borges     | Evan Furness Grégoire Barrère Constant Lestienne Robin Haase            |
| 21 febbraio | Open Pau-Pyrénées Pau, Francia Challenger 100 – 90 280 € Cemento (i) – 32S/24Q/16D Singolare – Doppio                   | Quentin Halys 4–6, 6–4, 6–3                         | Vasek Pospisil                    | Manuel Guinard Roman Safiullin  | Antoine Escoffier Gilles Simon Grégoire Barrère Constant Lestienne      |
| 21 febbraio | Open Pau-Pyrénées Pau, Francia Challenger 100 – 90 280 € Cemento (i) – 32S/24Q/16D Singolare – Doppio                   | Albano Olivetti David Vega Hernández walkover       | Karol Drzewiecki Kacper Żuk       | Manuel Guinard Roman Safiullin  | Antoine Escoffier Gilles Simon Grégoire Barrère Constant Lestienne      |
| 21 febbraio | Città di Forlì V Forlì, Italia Challenger 80 – 45 730 € Cemento (i) – 32S/24Q/16D Singolare – Doppio                    | Jack Draper 3–6, 6–3, 7–6(8)                        | Alexander Ritschard               | Tim van Rijthoven Mirza Bašić   | Tomáš Macháč Nuno Borges Filip Horanský Michael Mmoh                    |
| 21 febbraio | Città di Forlì V Forlì, Italia Challenger 80 – 45 730 € Cemento (i) – 32S/24Q/16D Singolare – Doppio                    | Marco Bortolotti Vitaliy Sachko 7–6(5), 3–6, [10–5] | Victor Vlad Cornea Fabian Fallert | Tim van Rijthoven Mirza Bašić   | Tomáš Macháč Nuno Borges Filip Horanský Michael Mmoh                    |
| 28 febbraio | Gran Canaria Challenger Las Palmas, Spagna Challenger 80 – 45 730 € Terra rossa – 32S/24Q/16D Singolare – Doppio        | Gianluca Mager 7–6(6), 6–2                          | Roberto Carballés Baena           | Duje Ajduković Riccardo Bonadio | Johan Nikles Salvatore Caruso Nicolas Moreno de Alboran Raul Brancaccio |
| 28 febbraio | Gran Canaria Challenger Las Palmas, Spagna Challenger 80 – 45 730 € Terra rossa – 32S/24Q/16D Singolare – Doppio        | Sadio Doumbia Fabien Reboul 5–7, 6–4, [10-7]        | Matteo Arnaldi Luciano Darderi    | Duje Ajduković Riccardo Bonadio | Johan Nikles Salvatore Caruso Nicolas Moreno de Alboran Raul Brancaccio |
| 28 febbraio | Torino Challenger Torino, Italia Challenger 80 – 45 730 € Cemento (i) – 32S/24Q/16D Singolare – Doppio                  | Mats Moraing 7–6(11), 6–3                           | Quentin Halys                     | Jelle Sels Vasek Pospisil       | Daniel Masur Michael Mmoh Antoine Escoffier Filip Cristian Jianu        |
| 28 febbraio | Torino Challenger Torino, Italia Challenger 80 – 45 730 € Cemento (i) – 32S/24Q/16D Singolare – Doppio                  | Ruben Bemelmans Daniel Masur 3–6, 6–3, [10–8]       | Sander Arends David Pel           | Jelle Sels Vasek Pospisil       | Daniel Masur Michael Mmoh Antoine Escoffier Filip Cristian Jianu        |

### Marzo
| Settimana | Torneo | Campione                                              | Finalista                                    | Semifinalisti                               | Eliminati ai quarti                                                                          |
| --------- | --- | ----------------------------------------------------- | -------------------------------------------- | ------------------------------------------- | -------------------------------------------------------------------------------------------- |
| 7 marzo   | Monterrey Challenger Monterrey, Messico Challenger 100 – 106 240 $ Cemento – 32S/24Q/16D Singolare – Doppio                              | Fernando Verdasco 4–6, 6–3, 7–6(3)                    | Prajnesh Gunneswaran                         | Christian Harrison Gō Soeda                 | Michael Mmoh Geoffrey Blancaneaux Jason Jung Ulises Blanch                                   |
| 7 marzo   | Monterrey Challenger Monterrey, Messico Challenger 100 – 106 240 $ Cemento – 32S/24Q/16D Singolare – Doppio                              | Hans Hach Verdugo Austin Krajicek 6–0, 6–3            | Robert Galloway John-Patrick Smith           | Christian Harrison Gō Soeda                 | Michael Mmoh Geoffrey Blancaneaux Jason Jung Ulises Blanch                                   |
| 7 marzo   | Santiago Challenger Santiago del Cile, Cile Challenger 80 – 53 120 $ Terra rossa – 32S/24Q/16D Singolare – Doppio                        | Hugo Dellien 6–3, 4–6, 6–4                            | Alejandro Tabilo                             | Tomás Martín Etcheverry Juan Pablo Varillas | Jiří Lehečka Jesper de Jong Matheus Pucinelli de Almeida Vít Kopřiva                         |
| 7 marzo   | Santiago Challenger Santiago del Cile, Cile Challenger 80 – 53 120 $ Terra rossa – 32S/24Q/16D Singolare – Doppio                        | Diego Hidalgo Cristian Rodríguez 6–4, 6–4             | Pedro Cachín Facundo Mena                    | Tomás Martín Etcheverry Juan Pablo Varillas | Jiří Lehečka Jesper de Jong Matheus Pucinelli de Almeida Vít Kopřiva                         |
| 7 marzo   | Challenger di Roseto degli Abruzzi Roseto degli Abruzzi, Italia Challenger 80 – 45 730 € Terra rossa – 32S/24Q/16D Singolare – Doppio    | Carlos Taberner 6–2, 6–3                              | Nuno Borges                                  | Nikolas Sanchez Izquierdo Flavio Cobolli    | Carlos Gimeno Valero Lukáš Rosol Andrea Arnaboldi Timofej Skatov                             |
| 7 marzo   | Challenger di Roseto degli Abruzzi Roseto degli Abruzzi, Italia Challenger 80 – 45 730 € Terra rossa – 32S/24Q/16D Singolare – Doppio    | Hugo Nys Jan Zieliński 7–6(2), 4–6, [10–3]            | Roman Jebavý Philipp Oswald                  | Nikolas Sanchez Izquierdo Flavio Cobolli    | Carlos Gimeno Valero Lukáš Rosol Andrea Arnaboldi Timofej Skatov                             |
| 14 marzo  | Arizona Tennis Classic Phoenix, Stati Uniti Challenger 125 – 159 360 $ Cemento – 32S/24Q/16D Singolare – Doppio                          | Denis Kudla 2–6, 6–2, 6–3                             | Daniel Altmaier                              | Liam Broady Jeffrey John Wolf               | Radu Albot David Goffin Richard Gasquet Fernando Verdasco                                    |
| 14 marzo  | Arizona Tennis Classic Phoenix, Stati Uniti Challenger 125 – 159 360 $ Cemento – 32S/24Q/16D Singolare – Doppio                          | Treat Conrad Huey Denis Kudla 7–6(10), 3–6, [10–6]    | Oscar Otte Jan-Lennard Struff                | Liam Broady Jeffrey John Wolf               | Radu Albot David Goffin Richard Gasquet Fernando Verdasco                                    |
| 14 marzo  | Challenger del Biobío Concepción, Cile Challenger 80 – 53 120 $ Terra rossa – 32S/24Q/16D Singolare – Doppio                             | Tomás Martín Etcheverry 6–3, 6–2                      | Hugo Dellien                                 | Marcelo Tomás Barrios Vera Renzo Olivo      | Thiago Agustín Tirante Matheus Pucinelli de Almeida Camilo Ugo Carabelli Juan Pablo Varillas |
| 14 marzo  | Challenger del Biobío Concepción, Cile Challenger 80 – 53 120 $ Terra rossa – 32S/24Q/16D Singolare – Doppio                             | Andrea Collarini Renzo Olivo 6–4, 6–4                 | Diego Hidalgo Cristian Rodríguez             | Marcelo Tomás Barrios Vera Renzo Olivo      | Thiago Agustín Tirante Matheus Pucinelli de Almeida Camilo Ugo Carabelli Juan Pablo Varillas |
| 14 marzo  | Challenger di Roseto degli Abruzzi II Roseto degli Abruzzi, Italia Challenger 80 – 45 730 € Terra rossa – 32S/24Q/16D Singolare – Doppio | Manuel Guinard 6–1, 6–2                               | Tseng Chun-hsin                              | Timofej Skatov Alessandro Giannessi         | Nino Serdarušić Carlos Taberner Jozef Kovalík Zsombor Piros                                  |
| 14 marzo  | Challenger di Roseto degli Abruzzi II Roseto degli Abruzzi, Italia Challenger 80 – 45 730 € Terra rossa – 32S/24Q/16D Singolare – Doppio | Franco Agamenone Manuel Guinard 7–6(2), 7–6(3)        | Ivan Sabanov Matej Sabanov                   | Timofej Skatov Alessandro Giannessi         | Nino Serdarušić Carlos Taberner Jozef Kovalík Zsombor Piros                                  |
| 21 marzo  | Play In Challenger Lille Lilla, Francia Challenger 90 – 67 960 € Cemento (i) – 32S/24Q/16D Singolare – Doppio                            | Quentin Halys 4–6, 7–6(4), 6–4                        | Ričardas Berankis                            | Jonáš Forejtek Constant Lestienne           | Alexis Galarneau Malek Jaziri Arthur Fils Zizou Bergs                                        |
| 21 marzo  | Play In Challenger Lille Lilla, Francia Challenger 90 – 67 960 € Cemento (i) – 32S/24Q/16D Singolare – Doppio                            | Viktor Durasovic Patrik Niklas-Salminen 7–5, 7–6(1)   | Jonathan Eysseric Quentin Halys              | Jonáš Forejtek Constant Lestienne           | Alexis Galarneau Malek Jaziri Arthur Fils Zizou Bergs                                        |
| 21 marzo  | Challenger Biel/Bienne Biel/Bienne, Svizzera Challenger 80 – 45 730 € Cemento (i) – 32S/24Q/16D Singolare – Doppio                       | Jurij Rodionov 7–6(3), 6–4                            | Kacper Żuk                                   | Filip Horanský Dominic Stricker             | Marek Gengel Leandro Riedi Tim van Rijthoven Antoine Escoffier                               |
| 21 marzo  | Challenger Biel/Bienne Biel/Bienne, Svizzera Challenger 80 – 45 730 € Cemento (i) – 32S/24Q/16D Singolare – Doppio                       | Pierre-Hugues Herbert Albano Olivetti 6–3, 6–4        | Purav Raja Ramkumar Ramanathan               | Filip Horanský Dominic Stricker             | Marek Gengel Leandro Riedi Tim van Rijthoven Antoine Escoffier                               |
| 21 marzo  | Zadar Open Zara, Croazia Challenger 80 – 45 730 € Terra rossa – 32S/24Q/16D Singolare – Doppio                                           | Flavio Cobolli 6–4, 6–2                               | Daniel Michalski                             | Carlos Sánchez Jover Manuel Guinard         | Duje Ajduković Dalibor Svrčina Andrea Vavassori Eduard Esteve Lobato                         |
| 21 marzo  | Zadar Open Zara, Croazia Challenger 80 – 45 730 € Terra rossa – 32S/24Q/16D Singolare – Doppio                                           | Zdeněk Kolář Andrea Vavassori 3–6, 7–6(7), [10–6]     | Franco Agamenone Manuel Guinard              | Carlos Sánchez Jover Manuel Guinard         | Duje Ajduković Dalibor Svrčina Andrea Vavassori Eduard Esteve Lobato                         |
| 21 marzo  | Santa Cruz Challenger II Santa Cruz de la Sierra, Bolivia Challenger 80 – 53 120 $ Terra rossa – 32S/24Q/16D Singolare – Doppio          | Paul Jubb 6–3, 7–6(5)                                 | Juan Pablo Varillas                          | Daniel Dutra da Silva Pablo Cuevas          | Hernán Casanova Marcelo Tomás Barrios Vera Facundo Mena Genaro Alberto Olivieri              |
| 21 marzo  | Santa Cruz Challenger II Santa Cruz de la Sierra, Bolivia Challenger 80 – 53 120 $ Terra rossa – 32S/24Q/16D Singolare – Doppio          | Jesper de Jong Bart Stevens 6–4, 3–6, [10–6]          | Nicolás Barrientos Miguel Ángel Reyes Varela | Daniel Dutra da Silva Pablo Cuevas          | Hernán Casanova Marcelo Tomás Barrios Vera Facundo Mena Genaro Alberto Olivieri              |
| 28 marzo  | Andalucía Challenger Marbella, Spagna Challenger 125 – 134 920 € Terra rossa – 32S/24Q/16D Singolare – Doppio                            | Jaume Munar 6–2, 6–2                                  | Pedro Cachín                                 | Pablo Andújar Jiří Veselý                   | Philipp Kohlschreiber Tseng Chun-hsin Roberto Carballés Baena Alex Molčan                    |
| 28 marzo  | Andalucía Challenger Marbella, Spagna Challenger 125 – 134 920 € Terra rossa – 32S/24Q/16D Singolare – Doppio                            | Roman Jebavý Philipp Oswald 7–6(6), 3–6, [10–3]       | Hugo Nys Jan Zieliński                       | Pablo Andújar Jiří Veselý                   | Philipp Kohlschreiber Tseng Chun-hsin Roberto Carballés Baena Alex Molčan                    |
| 28 marzo  | Challenger Lugano Lugano, Svizzera Challenger 80 – 45 730 € Cemento (i) – 32S/24Q/16D Singolare – Doppio                                 | Luca Nardi 4–6, 6–2, 6–3                              | Leandro Riedi                                | Pierre-Hugues Herbert Cedrik-Marcel Stebe   | Marc-Andrea Hüsler Marius Copil Jurij Rodionov Jérôme Kym                                    |
| 28 marzo  | Challenger Lugano Lugano, Svizzera Challenger 80 – 45 730 € Cemento (i) – 32S/24Q/16D Singolare – Doppio                                 | Daniel Masur Ruben Bemelmans 6–4, 6(5)–7, [10–7]      | Leandro Riedi Jérôme Kym                     | Pierre-Hugues Herbert Cedrik-Marcel Stebe   | Marc-Andrea Hüsler Marius Copil Jurij Rodionov Jérôme Kym                                    |
| 28 marzo  | Oeiras Challenger Oeiras, Portogallo Challenger 80 – 45 730 € Terra rossa – 32S/24Q/16D Singolare – Doppio                               | Gastão Elias 6–3, 6–4                                 | Nino Serdarušić                              | Nuno Borges Alessandro Giannessi            | Noah Rubin Thiago Monteiro Giulio Zeppieri Vít Kopřiva                                       |
| 28 marzo  | Oeiras Challenger Oeiras, Portogallo Challenger 80 – 45 730 € Terra rossa – 32S/24Q/16D Singolare – Doppio                               | Nuno Borges Francisco Cabral 6–3, 6–0                 | Sanjar Fayziev Markos Kalovelonis            | Nuno Borges Alessandro Giannessi            | Noah Rubin Thiago Monteiro Giulio Zeppieri Vít Kopřiva                                       |
| 28 marzo  | Saint-Brieuc Challenger Saint-Brieuc, Francia Challenger 80 – 45 730 € Cemento (i) – 32S/24Q/16D Singolare – Doppio                      | Jack Draper 6–2, 5–7, 6–4                             | Zizou Bergs                                  | Antoine Escoffier Quentin Halys             | Ryan Peniston Evan Furness Benjamin Hassan Alastair Gray                                     |
| 28 marzo  | Saint-Brieuc Challenger Saint-Brieuc, Francia Challenger 80 – 45 730 € Cemento (i) – 32S/24Q/16D Singolare – Doppio                      | Sander Arends David Pel 6–3, 6–3                      | Jonathan Eysseric Robin Haase                | Antoine Escoffier Quentin Halys             | Ryan Peniston Evan Furness Benjamin Hassan Alastair Gray                                     |
| 28 marzo  | Pereira Challenger Pereira, Colombia Challenger 80 – 53 120 $ Terra rossa – 32S/24Q/16D Singolare – Doppio                               | Facundo Bagnis 6–3, 6–0                               | Facundo Mena                                 | Juan Pablo Varillas Tomás Martín Etcheverry | Nicolás Barrientos Thiago Agustín Tirante Juan Pablo Ficovich Peđa Krstin                    |
| 28 marzo  | Pereira Challenger Pereira, Colombia Challenger 80 – 53 120 $ Terra rossa – 32S/24Q/16D Singolare – Doppio                               | Luis David Martínez Cristian Rodríguez 7–6(2), 7–6(3) | Grigoriy Lomakin Oleg Prihodko               | Juan Pablo Varillas Tomás Martín Etcheverry | Nicolás Barrientos Thiago Agustín Tirante Juan Pablo Ficovich Peđa Krstin                    |

### Aprile
| Settimana | Torneo | Campione                                                  | Finalista                                 | Semifinalisti                               | Eliminati ai quarti                                                                       |
| --------- | --- | --------------------------------------------------------- | ----------------------------------------- | ------------------------------------------- | ----------------------------------------------------------------------------------------- |
| 4 aprile  | Mexico City Open Città del Messico, Messico Challenger 125 – 159 360 $ Terra rossa – 32S/24Q/16D Singolare – Doppio          | Marc-Andrea Hüsler 6–4, 6–2                               | Tomás Martín Etcheverry                   | Felipe Meligeni Alves Nicolás Jarry         | Maxime Janvier Renzo Olivo Gerald Melzer Mateus Alves                                     |
| 4 aprile  | Mexico City Open Città del Messico, Messico Challenger 125 – 159 360 $ Terra rossa – 32S/24Q/16D Singolare – Doppio          | Nicolás Jarry Matheus Pucinelli de Almeida 6–2, 6–3       | Jonathan Eysseric Artem Sitak             | Felipe Meligeni Alves Nicolás Jarry         | Maxime Janvier Renzo Olivo Gerald Melzer Mateus Alves                                     |
| 4 aprile  | Murcia Open Murcia, Spagna Challenger 80 – 45 730 € Terra rossa – 32S/24Q/16D Singolare – Doppio                             | Tseng Chun-hsin 6–4, 6–1                                  | Norbert Gombos                            | Dennis Novak Ivan Gakhov                    | Marco Trungelliti Carlos Gimeno Valero Pedro Cachín Jonáš Forejtek                        |
| 4 aprile  | Murcia Open Murcia, Spagna Challenger 80 – 45 730 € Terra rossa – 32S/24Q/16D Singolare – Doppio                             | Íñigo Cervantes Oriol Roca Batalla 6(4)–7, 7–6(4), [10–7] | Pedro Cachín Martín Cuevas                | Dennis Novak Ivan Gakhov                    | Marco Trungelliti Carlos Gimeno Valero Pedro Cachín Jonáš Forejtek                        |
| 4 aprile  | Oeiras Challenger II Oeiras, Portogallo Challenger 80 – 45 730 € Terra rossa – 32S/24Q/16D Singolare – Doppio                | Gastão Elias 7–6(4), 6–1                                  | Alessandro Giannessi                      | Jozef Kovalík Zdeněk Kolář                  | Lukáš Rosol Christopher O'Connell Zsombor Piros Dimitar Kuzmanov                          |
| 4 aprile  | Oeiras Challenger II Oeiras, Portogallo Challenger 80 – 45 730 € Terra rossa – 32S/24Q/16D Singolare – Doppio                | Nuno Borges Francisco Cabral 6–4, 6–0                     | Zdeněk Kolář Adam Pavlásek                | Jozef Kovalík Zdeněk Kolář                  | Lukáš Rosol Christopher O'Connell Zsombor Piros Dimitar Kuzmanov                          |
| 4 aprile  | Sanremo Challenger Sanremo, Italia Challenger 80 – 45 730 € Terra rossa – 32S/24Q/16D Singolare – Doppio                     | Holger Rune 6–1, 2–6, 6–4                                 | Francesco Passaro                         | Andrea Arnaboldi Gianluca Mager             | Matteo Gigante Aleksej Vatutin Máté Valkusz Thomas Fabbiano                               |
| 4 aprile  | Sanremo Challenger Sanremo, Italia Challenger 80 – 45 730 € Terra rossa – 32S/24Q/16D Singolare – Doppio                     | Geoffrey Blancaneaux Alexandre Müller 4–6, 6–3, [11–9]    | Flavio Cobolli Matteo Gigante             | Andrea Arnaboldi Gianluca Mager             | Matteo Gigante Aleksej Vatutin Máté Valkusz Thomas Fabbiano                               |
| 4 aprile  | Challenger Salinas Salinas, Ecuador Challenger 80 – 53 120 $ Cemento – 32S/24Q/16D Singolare – Doppio                        | Emilio Gómez 6(2)–7, 7–6(4), 7–5                          | Nicolas Moreno de Alboran                 | Alexander Ritschard Roberto Quiroz          | Felix Corwin Camilo Ugo Carabelli JC Aragone Andrea Collarini                             |
| 4 aprile  | Challenger Salinas Salinas, Ecuador Challenger 80 – 53 120 $ Cemento – 32S/24Q/16D Singolare – Doppio                        | Yuki Bhambri Saketh Myneni 4–6, 6–3, [10–7]               | JC Aragone Roberto Quiroz                 | Alexander Ritschard Roberto Quiroz          | Felix Corwin Camilo Ugo Carabelli JC Aragone Andrea Collarini                             |
| 11 aprile | Sarasota Open Sarasota, Stati Uniti Challenger 100 – 106 240 $ Terra verde – 32S/24Q/16D Singolare – Doppio                  | Daniel Elahi Galán 7–6(7), 4–6, 6–1                       | Steve Johnson                             | Denis Kudla Alejandro Tabilo                | Jack Sock Mitchell Krueger Jeffrey John Wolf Adrian Andreev                               |
| 11 aprile | Sarasota Open Sarasota, Stati Uniti Challenger 100 – 106 240 $ Terra verde – 32S/24Q/16D Singolare – Doppio                  | Robert Galloway Jackson Withrow 6–3, 7–6(3)               | André Göransson Nathaniel Lammons         | Denis Kudla Alejandro Tabilo                | Jack Sock Mitchell Krueger Jeffrey John Wolf Adrian Andreev                               |
| 11 aprile | Open Barletta Barletta, Italia Challenger 80 – 45 730 € Terra rossa – 32S/24Q/16D Singolare – Doppio                         | Nuno Borges 6–3, 7–5                                      | Miljan Zekić                              | Luca Nardi Zdeněk Kolář                     | Geoffrey Blancaneaux Aleksandr Ševčenko Jelle Sels Luciano Darderi                        |
| 11 aprile | Open Barletta Barletta, Italia Challenger 80 – 45 730 € Terra rossa – 32S/24Q/16D Singolare – Doppio                         | Evgenij Karlovskij Evgenii Tiurnev 6–3, 6–4               | Ben McLachlan Szymon Walków               | Luca Nardi Zdeněk Kolář                     | Geoffrey Blancaneaux Aleksandr Ševčenko Jelle Sels Luciano Darderi                        |
| 11 aprile | Open Comunidad de Madrid Madrid, Spagna Challenger 80 – 45 730 € Terra rossa – 32S/24Q/16D Singolare – Doppio                | Pedro Cachín 6–3, 6(3)–7, 6–3                             | Marco Trungelliti                         | Roberto Carballés Baena Thiago Monteiro     | Lucas Pouille Manuel Guinard Christopher O'Connell Sebastian Ofner                        |
| 11 aprile | Open Comunidad de Madrid Madrid, Spagna Challenger 80 – 45 730 € Terra rossa – 32S/24Q/16D Singolare – Doppio                | Adam Pavlásek Igor Zelenay 6–3, 3–6, [10–6]               | Rafael Matos David Vega Hernández         | Roberto Carballés Baena Thiago Monteiro     | Lucas Pouille Manuel Guinard Christopher O'Connell Sebastian Ofner                        |
| 11 aprile | San Luis Potosí Challenger San Luis Potosí, Messico Challenger 80 – 53 120 $ Terra rossa – 32S/24Q/16D Singolare – Doppio    | Antoine Bellier 6(2)–7, 6–4, 7–5                          | Renzo Olivo                               | Marc-Andrea Hüsler Nicolás Jarry            | Andrej Martin Zhang Zhizhen Ernesto Escobedo Felipe Meligeni Alves                        |
| 11 aprile | San Luis Potosí Challenger San Luis Potosí, Messico Challenger 80 – 53 120 $ Terra rossa – 32S/24Q/16D Singolare – Doppio    | Nicolás Barrientos Miguel Ángel Reyes Varela 7–6(11), 6–2 | Luis David Martínez Felipe Meligeni Alves | Marc-Andrea Hüsler Nicolás Jarry            | Andrej Martin Zhang Zhizhen Ernesto Escobedo Felipe Meligeni Alves                        |
| 18 aprile | TK Sparta Praga Challenger Praga, Repubblica Ceca Challenger 80 – 45 730 € Terra rossa – 32S/24Q/16D Singolare – Doppio      | Sebastian Ofner 6–0, 6–4                                  | Dalibor Svrčina                           | Tseng Chun-hsin Tomáš Macháč                | Jonáš Forejtek Javier Barranco Cosano Lorenzo Giustino Lukáš Rosol                        |
| 18 aprile | TK Sparta Praga Challenger Praga, Repubblica Ceca Challenger 80 – 45 730 € Terra rossa – 32S/24Q/16D Singolare – Doppio      | Francisco Cabral Szymon Walków 6–2, 7–6(12)               | Tristan Lamasine Lucas Pouille            | Tseng Chun-hsin Tomáš Macháč                | Jonáš Forejtek Javier Barranco Cosano Lorenzo Giustino Lukáš Rosol                        |
| 18 aprile | Split Open Spalato, Croazia Challenger 80 – 45 730 € Terra rossa – 32S/24Q/16D Singolare – Doppio                            | Christopher O'Connell 6–3, 2–0 rit.                       | Zsombor Piros                             | Matteo Arnaldi Máté Valkusz                 | Andrea Arnaboldi Kacper Żuk Luca Nardi Aleksandr Ševčenko                                 |
| 18 aprile | Split Open Spalato, Croazia Challenger 80 – 45 730 € Terra rossa – 32S/24Q/16D Singolare – Doppio                            | Nathaniel Lammons Albano Olivetti 4–6, 7–6(6), [10–7]     | Sadio Doumbia Fabien Reboul               | Matteo Arnaldi Máté Valkusz                 | Andrea Arnaboldi Kacper Żuk Luca Nardi Aleksandr Ševčenko                                 |
| 18 aprile | Tallahassee Tennis Challenger Tallahassee, Stati Uniti Challenger 80 – 53 120 $ Terra verde – 32S/24Q/16D Singolare – Doppio | Wu Tung-lin 6–3, 6–4                                      | Michael Mmoh                              | Daniel Elahi Galán Zhang Zhizhen            | Aleksandar Kovacevic Yosuke Watanuki Christian Harrison Jeffrey John Wolf                 |
| 18 aprile | Tallahassee Tennis Challenger Tallahassee, Stati Uniti Challenger 80 – 53 120 $ Terra verde – 32S/24Q/16D Singolare – Doppio | Gijs Brouwer Christian Harrison 4–6, 7–5, [10–6]          | Diego Hidalgo Cristian Rodríguez          | Daniel Elahi Galán Zhang Zhizhen            | Aleksandar Kovacevic Yosuke Watanuki Christian Harrison Jeffrey John Wolf                 |
| 18 aprile | San Marcos Open Aguascalientes Aguascalientes, Messico Challenger 80 – 53 120 $ Terra verde – 32S/24Q/16D Singolare – Doppio | Marc-Andrea Hüsler 6–4, 4–6, 6–3                          | Juan Pablo Ficovich                       | Filip Cristian Jianu Federico Gaio          | Adrián Menéndez Maceiras Arthur Cazaux Steven Diez Nicolás Jarry                          |
| 18 aprile | San Marcos Open Aguascalientes Aguascalientes, Messico Challenger 80 – 53 120 $ Terra verde – 32S/24Q/16D Singolare – Doppio | Nicolás Barrientos Miguel Ángel Reyes Varela 7–5, 6–3     | Gonçalo Oliveira Divij Sharan             | Filip Cristian Jianu Federico Gaio          | Adrián Menéndez Maceiras Arthur Cazaux Steven Diez Nicolás Jarry                          |
| 25 aprile | Ostrava Open Challenger Ostrava, Repubblica Ceca Challenger 80 – 45 730 € Terra rossa – 32S/24Q/16D Singolare – Doppio       | Evan Furness 4–6, 7–6(6), 6–1                             | Ryan Peniston                             | Dalibor Svrčina Constant Lestienne          | Jonáš Forejtek Mats Rosenkranz Zdeněk Kolář Vitaliy Sachko                                |
| 25 aprile | Ostrava Open Challenger Ostrava, Repubblica Ceca Challenger 80 – 45 730 € Terra rossa – 32S/24Q/16D Singolare – Doppio       | Alexander Erler Lucas Miedler 7–6(5), 7–5                 | Hunter Reese Sem Verbeek                  | Dalibor Svrčina Constant Lestienne          | Jonáš Forejtek Mats Rosenkranz Zdeněk Kolář Vitaliy Sachko                                |
| 25 aprile | Roma Open Roma, Italia Challenger 80 – 45 730 € Terra rossa – 32S/24Q/16D Singolare – Doppio                                 | Franco Agamenone 6–1, 6–4                                 | Gian Marco Moroni                         | Quentin Halys Flavio Cobolli                | Jesper de Jong Ergi Kirkin Kenny de Schepper Giulio Zeppieri                              |
| 25 aprile | Roma Open Roma, Italia Challenger 80 – 45 730 € Terra rossa – 32S/24Q/16D Singolare – Doppio                                 | Jesper de Jong Bart Stevens 3–6, 7–5, [10–8]              | Sadio Doumbia Fabien Reboul               | Quentin Halys Flavio Cobolli                | Jesper de Jong Ergi Kirkin Kenny de Schepper Giulio Zeppieri                              |
| 25 aprile | Challenger de Tigre II Tigre, Argentina Challenger 80 – 53 120 $ Terra rossa – 32S/6Q/16D Singolare – Doppio                 | Camilo Ugo Carabelli 7–5, 6–2                             | Andrea Collarini                          | Genaro Alberto Olivieri Juan Pablo Varillas | Santiago Fa Rodríguez Taverna Felipe Meligeni Alves Gonzalo Villanueva Francisco Comesaña |
| 25 aprile | Challenger de Tigre II Tigre, Argentina Challenger 80 – 53 120 $ Terra rossa – 32S/6Q/16D Singolare – Doppio                 | Guillermo Durán Felipe Meligeni Alves 3–6, 6–4, [10–3]    | Luciano Darderi Juan Bautista Torres      | Genaro Alberto Olivieri Juan Pablo Varillas | Santiago Fa Rodríguez Taverna Felipe Meligeni Alves Gonzalo Villanueva Francisco Comesaña |
| 25 aprile | Savannah Challenger Savannah, Stati Uniti Challenger 80 – 53 120 $ Terra verde – 32S/24Q/16D Singolare – Doppio              | Jack Sock 6–4, 6–1                                        | Christian Harrison                        | Jeffrey John Wolf Bjorn Fratangelo          | Tomás Martín Etcheverry Alex Rybakov Zhang Zhizhen José Pereira                           |
| 25 aprile | Savannah Challenger Savannah, Stati Uniti Challenger 80 – 53 120 $ Terra verde – 32S/24Q/16D Singolare – Doppio              | Ruben Gonzales Treat Conrad Huey 7–6(3), 6–4              | Wu Tung-lin Zhang Zhizhen                 | Jeffrey John Wolf Bjorn Fratangelo          | Tomás Martín Etcheverry Alex Rybakov Zhang Zhizhen José Pereira                           |
| 25 aprile | Morelos Open Cuernavaca, Messico Challenger 80 – 53 120 $ Cemento – 32S/24Q/16D Singolare – Doppio                           | Jay Clarke 6–1, 4–6, 7–6(5)                               | Adrián Menéndez Maceiras                  | Chung Yun-seong Rinky Hijikata              | Ernesto Escobedo Keegan Smith Roberto Quiroz Steven Diez                                  |
| 25 aprile | Morelos Open Cuernavaca, Messico Challenger 80 – 53 120 $ Cemento – 32S/24Q/16D Singolare – Doppio                           | JC Aragone Adrián Menéndez Maceiras 7–6(4), 6–2           | Nicolás Mejía Roberto Quiroz              | Chung Yun-seong Rinky Hijikata              | Ernesto Escobedo Keegan Smith Roberto Quiroz Steven Diez                                  |

### Maggio
| Settimana | Torneo | Campione                                                         | Finalista                                    | Semifinalisti                            | Eliminati ai quarti                                                                   |
| --------- | --- | ---------------------------------------------------------------- | -------------------------------------------- | ---------------------------------------- | ------------------------------------------------------------------------------------- |
| 2 maggio  | Danube Upper Austria Open Mauthausen, Austria Challenger 100 – 90 280 € Terra rossa – 32S/24Q/16D Singolare – Doppio                  | Jurij Rodionov 6–4, 6–4                                          | Jiří Lehečka                                 | Máté Valkusz Dennis Novak                | John Millman Attila Balázs Lucas Miedler Radu Albot                                   |
| 2 maggio  | Danube Upper Austria Open Mauthausen, Austria Challenger 100 – 90 280 € Terra rossa – 32S/24Q/16D Singolare – Doppio                  | Sander Arends David Pel 6–4, 6–3                                 | Johannes Haerteis Benjamin Hassan            | Máté Valkusz Dennis Novak                | John Millman Attila Balázs Lucas Miedler Radu Albot                                   |
| 2 maggio  | Open du Pays d'Aix Aix-en-Provence, Francia Challenger 100 – 90 280 € Terra rossa – 32S/24Q/16D Singolare – Doppio                    | Benjamin Bonzi 6–2, 6–4                                          | Grégoire Barrère                             | Nicolás Jarry Pavel Kotov                | Ramkumar Ramanathan Alexandre Müller Quentin Halys Hugo Grenier                       |
| 2 maggio  | Open du Pays d'Aix Aix-en-Provence, Francia Challenger 100 – 90 280 € Terra rossa – 32S/24Q/16D Singolare – Doppio                    | Titouan Droguet Kyrian Jacquet 6–2, 6–3                          | Nicolás Barrientos Miguel Ángel Reyes Varela | Nicolás Jarry Pavel Kotov                | Ramkumar Ramanathan Alexandre Müller Quentin Halys Hugo Grenier                       |
| 2 maggio  | I. ČLTK Prague Open Praga, Repubblica Ceca Challenger 80 – 45 730 € Terra rossa – 32S/24Q/16D Singolare – Doppio                      | Pedro Cachín 6–3, 7–6(4)                                         | Lorenzo Giustino                             | Geoffrey Blancaneaux Dimitar Kuzmanov    | Thomas Fabbiano Clement Tabur Federico Gaio Maximilian Marterer                       |
| 2 maggio  | I. ČLTK Prague Open Praga, Repubblica Ceca Challenger 80 – 45 730 € Terra rossa – 32S/24Q/16D Singolare – Doppio                      | Nuno Borges Francisco Cabral 6–4, 6(3)–7, [10–5]                 | Andrew Paulson Adam Pavlásek                 | Geoffrey Blancaneaux Dimitar Kuzmanov    | Thomas Fabbiano Clement Tabur Federico Gaio Maximilian Marterer                       |
| 2 maggio  | Salvador Challenger Salvador de Bahia, Brasile Challenger 80 – 53 120 $ Terra verde – 32S/24Q/16D Singolare – Doppio                  | João Domingues 7–6(9), 6–1                                       | Marcelo Tomás Barrios Vera                   | Gonzalo Villanueva Renzo Olivo           | Gonzalo Lama Daniel Dutra da Silva Wilson Leite Pedro Boscardin Dias                  |
| 2 maggio  | Salvador Challenger Salvador de Bahia, Brasile Challenger 80 – 53 120 $ Terra verde – 32S/24Q/16D Singolare – Doppio                  | Diego Hidalgo Cristian Rodríguez 7–5, 6–1                        | Orlando Luz Felipe Meligeni Alves            | Gonzalo Villanueva Renzo Olivo           | Gonzalo Lama Daniel Dutra da Silva Wilson Leite Pedro Boscardin Dias                  |
| 9 maggio  | Tournoi International de Tennis de Bordeaux Bordeaux, Francia Challenger 125 – 134 920 € Terra rossa – 32S/24Q/16D Singolare – Doppio | Alexei Popyrin 2–6, 7–6(5), 7–6(4)                               | Quentin Halys                                | Pavel Kotov Andrea Pellegrino            | Pablo Cuevas Elias Ymer Jaume Munar Benjamin Bonzi                                    |
| 9 maggio  | Tournoi International de Tennis de Bordeaux Bordeaux, Francia Challenger 125 – 134 920 € Terra rossa – 32S/24Q/16D Singolare – Doppio | Rafael Matos David Vega Hernández 6–4, 6–0                       | Hugo Nys Jan Zieliński                       | Pavel Kotov Andrea Pellegrino            | Pablo Cuevas Elias Ymer Jaume Munar Benjamin Bonzi                                    |
| 9 maggio  | Heilbronner Neckarcup Heilbronn, Germania Challenger 100 – 90 280 € Terra rossa – 32S/24Q/16D Singolare – Doppio                      | Daniel Altmaier 3–6, 6–1, 6–4                                    | Andrej Martin                                | Daniel Elahi Galán Jonáš Forejtek        | Thiago Agustín Tirante Tseng Chun-hsin Bernabé Zapata Miralles Alexander Ritschard    |
| 9 maggio  | Heilbronner Neckarcup Heilbronn, Germania Challenger 100 – 90 280 € Terra rossa – 32S/24Q/16D Singolare – Doppio                      | Nicolás Barrientos Miguel Ángel Reyes Varela 7–5, 6–3            | Jelle Sels Bart Stevens                      | Daniel Elahi Galán Jonáš Forejtek        | Thiago Agustín Tirante Tseng Chun-hsin Bernabé Zapata Miralles Alexander Ritschard    |
| 9 maggio  | Zagreb Open Zagabria, Croazia Challenger 80 – 45 730 € Terra rossa – 32S/24Q/16D Singolare – Doppio                                   | Filip Misolic 6–3, 7–6(6)                                        | Mili Poljičak                                | Jason Kubler Carlos Gimeno Valero        | Wu Yibing Duje Ajduković Nino Serdarušić Mirza Bašić                                  |
| 9 maggio  | Zagreb Open Zagabria, Croazia Challenger 80 – 45 730 € Terra rossa – 32S/24Q/16D Singolare – Doppio                                   | Adam Pavlásek Igor Zelenay 4–6, 6–3, [10–2]                      | Domagoj Biljesko Andrey Chepelev             | Jason Kubler Carlos Gimeno Valero        | Wu Yibing Duje Ajduković Nino Serdarušić Mirza Bašić                                  |
| 9 maggio  | Shymkent Challenger Shymkent, Kazakistan Challenger 80 – 53 120 $ Terra rossa – 32S/24Q/16D Singolare – Doppio                        | Emilio Nava 6–4, 7–6(3)                                          | Sebastian Fanselow                           | Ulises Blanch Ergi Kirkin                | Viktor Durasovic Alexandar Lazarov Evgenij Karlovskij Dragoș Nicolae Mădăraș          |
| 9 maggio  | Shymkent Challenger Shymkent, Kazakistan Challenger 80 – 53 120 $ Terra rossa – 32S/24Q/16D Singolare – Doppio                        | Antoine Bellier Gabriel Décamps 7–6(3), 6–3                      | Sebastian Fanselow Kaichi Uchida             | Ulises Blanch Ergi Kirkin                | Viktor Durasovic Alexandar Lazarov Evgenij Karlovskij Dragoș Nicolae Mădăraș          |
| 9 maggio  | Challenger Coquimbo Coquimbo, Cile Challenger 80 – 53 120 $ Terra rossa – 32S/24Q/16D Singolare – Doppio                              | Facundo Díaz Acosta 7–5, 7–6(4)                                  | Pedro Boscardin Dias                         | Francisco Comesaña Juan Bautista Torres  | Marcelo Tomás Barrios Vera Pol Martín Tiffon Andrea Collarini Arklon Huertas Del Pino |
| 9 maggio  | Challenger Coquimbo Coquimbo, Cile Challenger 80 – 53 120 $ Terra rossa – 32S/24Q/16D Singolare – Doppio                              | Guillermo Durán Nicolás Mejía 6–4, 1–6, [10–7]                   | Diego Hidalgo Cristian Rodríguez             | Francisco Comesaña Juan Bautista Torres  | Marcelo Tomás Barrios Vera Pol Martín Tiffon Andrea Collarini Arklon Huertas Del Pino |
| 16 maggio | Tunis Open Tunisi, Tunisia Challenger 80 – 53 120 $ Terra rossa – 32S/24Q/16D Singolare – Doppio                                      | Roberto Carballés Baena 6–1, 6–1                                 | Gijs Brouwer                                 | Filip Misolic Zhang Zhizhen              | Nicola Kuhn Oriol Roca Batalla Frederico Ferreira Silva Michael Geerts                |
| 16 maggio | Tunis Open Tunisi, Tunisia Challenger 80 – 53 120 $ Terra rossa – 32S/24Q/16D Singolare – Doppio                                      | Nicolás Barrientos Miguel Ángel Reyes Varela 6(3)–7, 6–3, [11–9] | Alexander Erler Lucas Miedler                | Filip Misolic Zhang Zhizhen              | Nicola Kuhn Oriol Roca Batalla Frederico Ferreira Silva Michael Geerts                |
| 16 maggio | Shymkent Challenger II Shymkent, Kazakistan Challenger 80 – 53 120 $ Terra rossa – 32S/24Q/16D Singolare – Doppio                     | Sergey Fomin 7–6(4), 6–3                                         | Robin Haase                                  | Emilio Nava Evan Zhu                     | Evgenij Karlovskij Kaichi Uchida David Ionel Illja Marčenko                           |
| 16 maggio | Shymkent Challenger II Shymkent, Kazakistan Challenger 80 – 53 120 $ Terra rossa – 32S/24Q/16D Singolare – Doppio                     | Sanjar Fayziev Markos Kalovelonis 6(3)–7, 6–4, [10–4]            | Mikael Torpegaard Kaichi Uchida              | Emilio Nava Evan Zhu                     | Evgenij Karlovskij Kaichi Uchida David Ionel Illja Marčenko                           |
| 16 maggio | Internazionali di Tennis d'Abruzzo Francavilla, Italia Challenger 50 – 32 160 € Terra rossa – 32S/24Q/16D Singolare – Doppio          | Matteo Arnaldi 6–3, 6(7)–7, 6–4                                  | Francesco Maestrelli                         | Alexis Galarneau Hernán Casanova         | Mathias Bourgue Alex Rybakov Dan Added Máté Valkusz                                   |
| 16 maggio | Internazionali di Tennis d'Abruzzo Francavilla, Italia Challenger 50 – 32 160 € Terra rossa – 32S/24Q/16D Singolare – Doppio          | Dan Added Hernán Casanova 6–3, 7–5                               | Davide Pozzi Augusto Virgili                 | Alexis Galarneau Hernán Casanova         | Mathias Bourgue Alex Rybakov Dan Added Máté Valkusz                                   |
| 23 maggio | Internazionali Città di Vicenza Vicenza, Italia Challenger 80 – 45 730 € Terra rossa – 32S/24Q/16D Singolare – Doppio                 | Andrea Pellegrino 6–1, 6–4                                       | Andrea Collarini                             | Matteo Gigante Daniel Dutra da Silva     | Gianluca Mager Andrea Arnaboldi Matteo Arnaldi Juan Manuel Cerúndolo                  |
| 23 maggio | Internazionali Città di Vicenza Vicenza, Italia Challenger 80 – 45 730 € Terra rossa – 32S/24Q/16D Singolare – Doppio                 | Francisco Comesaña Luciano Darderi 6–3, 7–6(4)                   | Matteo Gigante Francesco Passaro             | Matteo Gigante Daniel Dutra da Silva     | Gianluca Mager Andrea Arnaboldi Matteo Arnaldi Juan Manuel Cerúndolo                  |
| 23 maggio | Troisdorf Challenger Troisdorf, Germania Challenger 80 – 45 730 € Terra rossa – 32S/24Q/16D Singolare – Doppio                        | Lukáš Klein 6–2, 6–4                                             | Zizou Bergs                                  | Henri Squire Roman Safiullin             | Evgenij Donskoj Hugo Grenier Frederico Ferreira Silva Jelle Sels                      |
| 23 maggio | Troisdorf Challenger Troisdorf, Germania Challenger 80 – 45 730 € Terra rossa – 32S/24Q/16D Singolare – Doppio                        | Dustin Brown Evan King 6–4, 7–5                                  | Hendrik Jebens Piotr Matuszewski             | Henri Squire Roman Safiullin             | Evgenij Donskoj Hugo Grenier Frederico Ferreira Silva Jelle Sels                      |
| 30 maggio | Forlì Open Forlì, Italia Challenger 125 – 134 920 € Terra rossa – 32S/24Q/16D Singolare – Doppio                                      | Lorenzo Musetti 2–6, 6–3, 6–2                                    | Francesco Passaro                            | Matteo Gigante Jaume Munar               | Juan Manuel Cerúndolo Tomás Martín Etcheverry Riccardo Bonadio Tarō Daniel            |
| 30 maggio | Forlì Open Forlì, Italia Challenger 125 – 134 920 € Terra rossa – 32S/24Q/16D Singolare – Doppio                                      | Nicolás Barrientos Miguel Ángel Reyes Varela 7–5, 4–6, [10–4]    | Sadio Doumbia Fabien Reboul                  | Matteo Gigante Jaume Munar               | Juan Manuel Cerúndolo Tomás Martín Etcheverry Riccardo Bonadio Tarō Daniel            |
| 30 maggio | Surbiton Trophy Surbiton, Regno Unito Challenger 125 – 134 920 € Erba – 32S/24Q/16D Singolare – Doppio                                | Jordan Thompson 7–5, 6–3                                         | Denis Kudla                                  | Andy Murray Otto Virtanen                | Brandon Nakashima Max Purcell Christopher O'Connell Ryan Peniston                     |
| 30 maggio | Surbiton Trophy Surbiton, Regno Unito Challenger 125 – 134 920 € Erba – 32S/24Q/16D Singolare – Doppio                                | Julian Cash Henry Patten 4–6, 6–3, [11–9]                        | Oleksandr Nedovjesov Aisam-ul-Haq Qureshi    | Andy Murray Otto Virtanen                | Brandon Nakashima Max Purcell Christopher O'Connell Ryan Peniston                     |
| 30 maggio | Czech Open Prostějov, Repubblica Ceca Challenger 100 – 90 280 € Terra rossa – 32S/24Q/16D Singolare – Doppio                          | Vít Kopřiva 6–2, 6–2                                             | Dalibor Svrčina                              | Lukáš Klein Filip Horanský               | Hamad Međedović Benjamin Hassan Matheus Pucinelli de Almeida Martin Krumich           |
| 30 maggio | Czech Open Prostějov, Repubblica Ceca Challenger 100 – 90 280 € Terra rossa – 32S/24Q/16D Singolare – Doppio                          | Yuki Bhambri Saketh Myneni 6–3, 7–5                              | Roman Jebavý Andrej Martin                   | Lukáš Klein Filip Horanský               | Hamad Međedović Benjamin Hassan Matheus Pucinelli de Almeida Martin Krumich           |
| 30 maggio | Poznań Open Poznań, Polonia Challenger 90 – 67 960 € Terra rossa – 32S/24Q/16D Singolare – Doppio                                     | Arthur Rinderknech 6–3, 7–6(2)                                   | Marcelo Tomás Barrios Vera                   | Dimitar Kuzmanov Genaro Alberto Olivieri | Daniel Dutra da Silva Tseng Chun-hsin Zizou Bergs Aleksandr Ševčenko                  |
| 30 maggio | Poznań Open Poznań, Polonia Challenger 90 – 67 960 € Terra rossa – 32S/24Q/16D Singolare – Doppio                                     | Hunter Reese Szymon Walków 1–6, 6–3, [10–6]                      | Marek Gengel Adam Pavlásek                   | Dimitar Kuzmanov Genaro Alberto Olivieri | Daniel Dutra da Silva Tseng Chun-hsin Zizou Bergs Aleksandr Ševčenko                  |
| 30 maggio | Little Rock Challenger Little Rock, Stati Uniti Challenger 100 – 106 240 $ Cemento – 32S/24Q/16D Singolare – Doppio                   | Jason Kubler 6–0, 6–2                                            | Wu Tung-lin                                  | Aleksandar Kovacevic Ben Shelton         | Murphy Cassone Yasutaka Uchiyama Brandon Holt Román Andrés Burruchaga                 |
| 30 maggio | Little Rock Challenger Little Rock, Stati Uniti Challenger 100 – 106 240 $ Cemento – 32S/24Q/16D Singolare – Doppio                   | Andrew Harris Christian Harrison 6–3, 6–4                        | Robert Galloway Max Schnur                   | Aleksandar Kovacevic Ben Shelton         | Murphy Cassone Yasutaka Uchiyama Brandon Holt Román Andrés Burruchaga                 |

### Giugno
| Settimana | Torneo | Campione                                                         | Finalista                                            | Semifinalisti                               | Eliminati ai quarti                                                                      |
| --------- | --- | ---------------------------------------------------------------- | ---------------------------------------------------- | ------------------------------------------- | ---------------------------------------------------------------------------------------- |
| 6 giugno  | Nottingham Open Nottingham, Regno Unito Challenger 125 – 134 920 € Erba – 32S/24Q/16D Singolare – Doppio                          | Daniel Evans 6–4, 6–4                                            | Jordan Thompson                                      | Jack Sock Alexei Popyrin                    | Marc-Andrea Hüsler Liam Broady Michail Kukuškin Ryan Peniston                            |
| 6 giugno  | Nottingham Open Nottingham, Regno Unito Challenger 125 – 134 920 € Erba – 32S/24Q/16D Singolare – Doppio                          | Jonny O'Mara Ken Skupski 3–6, 6–2, [16–14]                       | Julian Cash Henry Patten                             | Jack Sock Alexei Popyrin                    | Marc-Andrea Hüsler Liam Broady Michail Kukuškin Ryan Peniston                            |
| 6 giugno  | Internazionali di Tennis Città di Perugia Perugia, Italia Challenger 125 – 134 920 € Terra rossa – 32S/24Q/16D Singolare – Doppio | Jaume Munar 6–3, 4–6, 6–1                                        | Tomás Martín Etcheverry                              | Maximilian Marterer Luciano Darderi         | Giulio Zeppieri Borna Ćorić Luca Potenza Thiago Monteiro                                 |
| 6 giugno  | Internazionali di Tennis Città di Perugia Perugia, Italia Challenger 125 – 134 920 € Terra rossa – 32S/24Q/16D Singolare – Doppio | Sadio Doumbia Fabien Reboul 6–2, 6–4                             | Marco Bortolotti Sergio Martos Gornés                | Maximilian Marterer Luciano Darderi         | Giulio Zeppieri Borna Ćorić Luca Potenza Thiago Monteiro                                 |
| 6 giugno  | Open de Lyon Challenger Lione, Francia Challenger 100 – 90 280 € Terra rossa – 32S/24Q/16D Singolare – Doppio                     | Corentin Moutet 6–4, 6–4                                         | Pedro Cachín                                         | Manuel Guinard Richard Gasquet              | Federico Coria Hugo Grenier Alexandre Müller Aleksej Vatutin                             |
| 6 giugno  | Open de Lyon Challenger Lione, Francia Challenger 100 – 90 280 € Terra rossa – 32S/24Q/16D Singolare – Doppio                     | Romain Arneodo Jonathan Eysseric 7–5, 4–6, [10–4]                | Sander Arends David Pel                              | Manuel Guinard Richard Gasquet              | Federico Coria Hugo Grenier Alexandre Müller Aleksej Vatutin                             |
| 6 giugno  | Bratislava Open Bratislava, Slovacchia Challenger 90 – 67 960 € Terra rossa – 32S/24Q/16D Singolare – Doppio                      | Aleksandr Ševčenko 6–3, 7–5                                      | Riccardo Bonadio                                     | Norbert Gombos Tseng Chun-hsin              | Andrej Kuznecov Jozef Kovalík Oleksii Krutykh Vít Kopřiva                                |
| 6 giugno  | Bratislava Open Bratislava, Slovacchia Challenger 90 – 67 960 € Terra rossa – 32S/24Q/16D Singolare – Doppio                      | Sriram Balaji Jeevan Nedunchezhiyan 7–6(6), 6–4                  | Vladyslav Manafov Oleg Prihodko                      | Norbert Gombos Tseng Chun-hsin              | Andrej Kuznecov Jozef Kovalík Oleksii Krutykh Vít Kopřiva                                |
| 6 giugno  | Orlando Open Orlando, Stati Uniti Challenger 100 – 106 240 $ Cemento – 32S/24Q/16D Singolare – Doppio                             | Wu Yibing 6(5)–7, 6–4, 3–1 rit.                                  | Jason Kubler                                         | Jeffrey John Wolf Emilio Gómez              | Wu Tung-lin Ulises Blanch Christopher Eubanks Roberto Quiroz                             |
| 6 giugno  | Orlando Open Orlando, Stati Uniti Challenger 100 – 106 240 $ Cemento – 32S/24Q/16D Singolare – Doppio                             | Chung Yun-seong Michail Pervolarakis 6(5)–7, 7–6(3), [16–14]     | Malek Jaziri Kaichi Uchida                           | Jeffrey John Wolf Emilio Gómez              | Wu Tung-lin Ulises Blanch Christopher Eubanks Roberto Quiroz                             |
| 13 giugno | Ilkley Trophy Ilkley, Regno Unito Challenger 125 – 134 920 € Erba – 32S/24Q/16D Singolare – Doppio                                | Zizou Bergs 7–6(7), 2–6, 7–6(6)                                  | Jack Sock                                            | Alexei Popyrin Constant Lestienne           | Andreas Seppi Gijs Brouwer Pierre-Hugues Herbert Jiří Veselý                             |
| 13 giugno | Ilkley Trophy Ilkley, Regno Unito Challenger 125 – 134 920 € Erba – 32S/24Q/16D Singolare – Doppio                                | Julian Cash Henry Patten 7–5, 6–4                                | Ramkumar Ramanathan John-Patrick Smith               | Alexei Popyrin Constant Lestienne           | Andreas Seppi Gijs Brouwer Pierre-Hugues Herbert Jiří Veselý                             |
| 13 giugno | Emilia-Romagna Tennis Cup Parma, Italia Challenger 125 – 134 920 € Terra rossa – 32S/24Q/16D Singolare – Doppio                   | Borna Ćorić 7–6(4), 6–0                                          | Elias Ymer                                           | Marco Cecchinato Dušan Lajović              | Andrea Arnaboldi Tseng Chun-hsin Giulio Zeppieri Jozef Kovalík                           |
| 13 giugno | Emilia-Romagna Tennis Cup Parma, Italia Challenger 125 – 134 920 € Terra rossa – 32S/24Q/16D Singolare – Doppio                   | Luciano Darderi Fernando Romboli 6–2, 6–3                        | Denys Molčanov Igor Zelenay                          | Marco Cecchinato Dušan Lajović              | Andrea Arnaboldi Tseng Chun-hsin Giulio Zeppieri Jozef Kovalík                           |
| 13 giugno | Internationaux de Tennis de Blois Blois, Francia Challenger 80 – 45 730 € Terra rossa – 32S/24Q/16D Singolare – Doppio            | Alexandre Müller 7–6(3), 6–1                                     | Nikola Milojević                                     | Vít Kopřiva Luca Van Assche                 | Evgenij Karlovskij Maximilian Marterer Genaro Alberto Olivieri Nikolas Sanchez Izquierdo |
| 13 giugno | Internationaux de Tennis de Blois Blois, Francia Challenger 80 – 45 730 € Terra rossa – 32S/24Q/16D Singolare – Doppio            | Sriram Balaji Jeevan Nedunchezhiyan 6–4, 6(3)–7, [10–7]          | Romain Arneodo Jonathan Eysseric                     | Vít Kopřiva Luca Van Assche                 | Evgenij Karlovskij Maximilian Marterer Genaro Alberto Olivieri Nikolas Sanchez Izquierdo |
| 13 giugno | Corrientes Challenger Corrientes, Argentina Challenger 50 – 37 520 $ Terra rossa – 32S/24Q/16D Singolare – Doppio                 | Francisco Comesaña 6–0, 6–3                                      | Mariano Navone                                       | Juan Pablo Ficovich Román Andrés Burruchaga | Nick Hardt Carlos Gómez-Herrera Alejo Lorenzo Lingua Lavallén João Lucas Reis da Silva   |
| 13 giugno | Corrientes Challenger Corrientes, Argentina Challenger 50 – 37 520 $ Terra rossa – 32S/24Q/16D Singolare – Doppio                 | Guido Andreozzi Guillermo Durán 7–5, 6–2                         | Nicolás Álvarez Murkel Dellien                       | Juan Pablo Ficovich Román Andrés Burruchaga | Nick Hardt Carlos Gómez-Herrera Alejo Lorenzo Lingua Lavallén João Lucas Reis da Silva   |
| 20 giugno | Milano ATP Challenger Milano, Italia Challenger 80 – 45 730 € Terra rossa – 32S/24Q/16D Singolare – Doppio                        | Federico Coria 7–6(2), 6–4                                       | Francesco Passaro                                    | Aleksandr Ševčenko Fábián Marozsán          | Luciano Darderi Shintaro Mochizuki Viktor Durasovic Matteo Gigante                       |
| 20 giugno | Milano ATP Challenger Milano, Italia Challenger 80 – 45 730 € Terra rossa – 32S/24Q/16D Singolare – Doppio                        | Luciano Darderi Fernando Romboli 6–4, 2–6, [10–5]                | Diego Hidalgo Cristian Rodriguez                     | Aleksandr Ševčenko Fábián Marozsán          | Luciano Darderi Shintaro Mochizuki Viktor Durasovic Matteo Gigante                       |
| 20 giugno | Oeiras Challenger III Oeiras, Portogallo Challenger 80 – 45 730 € Terra rossa – 32S/24Q/16D Singolare – Doppio                    | Kaichi Uchida 6–2, 6–4                                           | Kimmer Coppejans                                     | Nicolás Jarry Facundo Bagnis                | Daniel Michalski Kyrian Jacquet Michael Geerts Alex Rybakov                              |
| 20 giugno | Oeiras Challenger III Oeiras, Portogallo Challenger 80 – 45 730 € Terra rossa – 32S/24Q/16D Singolare – Doppio                    | Sadio Doumbia Fabien Reboul 6–3, 3–6, [15–13]                    | Robert Galloway Alex Lawson                          | Nicolás Jarry Facundo Bagnis                | Daniel Michalski Kyrian Jacquet Michael Geerts Alex Rybakov                              |
| 20 giugno | Challenger Tenis Club Argentino Buenos Aires, Argentina Challenger 50 – 37 520 $ Terra rossa – 32S/24Q/16D Singolare – Doppio     | Francisco Comesaña 6–4, 6–0                                      | Mariano Navone                                       | Malek Jaziri Felipe Meligeni Alves          | Juan Pablo Ficovich Gonzalo Villanueva Arklon Huertas Del Pino João Lucas Reis da Silva  |
| 20 giugno | Challenger Tenis Club Argentino Buenos Aires, Argentina Challenger 50 – 37 520 $ Terra rossa – 32S/24Q/16D Singolare – Doppio     | Arklon Huertas Del Pino Conner Huertas Del Pino 7–5, 4–6, [11–9] | Matías Franco Descotte Alejo Lorenzo Lingua Lavallén | Malek Jaziri Felipe Meligeni Alves          | Juan Pablo Ficovich Gonzalo Villanueva Arklon Huertas Del Pino João Lucas Reis da Silva  |
| 27 giugno | Sauerland Open Lüdenscheid, Germania Challenger 80 – 45 730 € Terra rossa – 32S/24Q/16D Singolare – Doppio                        | Hamad Međedović 6–1, 6–2                                         | Zhang Zhizhen                                        | Nicolás Jarry Jozef Kovalík                 | Santiago Fa Rodríguez Taverna Marco Cecchinato Pablo Cuevas Robin Haase                  |
| 27 giugno | Sauerland Open Lüdenscheid, Germania Challenger 80 – 45 730 € Terra rossa – 32S/24Q/16D Singolare – Doppio                        | Robin Haase Sem Verbeek 6–2, 5–7, [10–3]                         | Fabian Fallert Hendrik Jebens                        | Nicolás Jarry Jozef Kovalík                 | Santiago Fa Rodríguez Taverna Marco Cecchinato Pablo Cuevas Robin Haase                  |
| 27 giugno | Málaga Open Malaga, Spagna Challenger 80 – 45 730 € Cemento – 32S/24Q/16D Singolare – Doppio                                      | Constant Lestienne 6–3, 5–7, 6–2                                 | Emilio Gómez                                         | Michael Mmoh Altuğ Çelikbilek               | Daniel Masur Steven Diez James McCabe Alberto Barroso Campos                             |
| 27 giugno | Málaga Open Malaga, Spagna Challenger 80 – 45 730 € Cemento – 32S/24Q/16D Singolare – Doppio                                      | Altuğ Çelikbilek Dmitrij Popko 6(4)–7, 6–4, [10–6]               | Daniel Cukierman Emilio Gómez                        | Michael Mmoh Altuğ Çelikbilek               | Daniel Masur Steven Diez James McCabe Alberto Barroso Campos                             |
| 27 giugno | Cali Open Cali, Colombia Challenger 80 – 53 120 $ Terra rossa – 32S/24Q/16D Singolare – Doppio                                    | Facundo Mena 6–2, 7–6(3)                                         | Miljan Zekić                                         | Nicolás Mejía Nicolás Álvarez               | Román Andrés Burruchaga Matías Zukas Felipe Meligeni Alves Chung Yun-seong               |
| 27 giugno | Cali Open Cali, Colombia Challenger 80 – 53 120 $ Terra rossa – 32S/24Q/16D Singolare – Doppio                                    | Malek Jaziri Adrián Menéndez Maceiras 7–5, 6–4                   | Keegan Smith Evan Zhu                                | Nicolás Mejía Nicolás Álvarez               | Román Andrés Burruchaga Matías Zukas Felipe Meligeni Alves Chung Yun-seong               |
| 27 giugno | Internationaux de Tennis de Troyes Troyes, Francia Challenger 50 – 32 160 € Terra rossa – 32S/24Q/16D Singolare – Doppio          | Juan Bautista Torres 7–6(2), 6–2                                 | Benjamin Hassan                                      | Raul Brancaccio Thiago Agustín Tirante      | Arthur Fils Nikolas Sanchez Izquierdo Calvin Hemery Michael Geerts                       |
| 27 giugno | Internationaux de Tennis de Troyes Troyes, Francia Challenger 50 – 32 160 € Terra rossa – 32S/24Q/16D Singolare – Doppio          | Íñigo Cervantes Oriol Roca Batalla 6–1, 6–2                      | Thiago Agustín Tirante Juan Bautista Torres          | Raul Brancaccio Thiago Agustín Tirante      | Arthur Fils Nikolas Sanchez Izquierdo Calvin Hemery Michael Geerts                       |

### Luglio
| Settimana | Torneo | Campione                                                    | Finalista                                    | Semifinalisti                                | Eliminati ai quarti                                                               |
| --------- | --- | ----------------------------------------------------------- | -------------------------------------------- | -------------------------------------------- | --------------------------------------------------------------------------------- |
| 4 luglio  | Braunschweig Open Braunschweig, Germania Challenger 125 – 134 920 € Terra rossa – 32S/24Q/16D Singolare – Doppio                      | Jan-Lennard Struff 6–2, 6–2                                 | Maximilian Marterer                          | Zhang Zhizhen Henri Laaksonen                | Marco Cecchinato Bernabé Zapata Miralles Tarō Daniel Federico Coria               |
| 4 luglio  | Braunschweig Open Braunschweig, Germania Challenger 125 – 134 920 € Terra rossa – 32S/24Q/16D Singolare – Doppio                      | Marcelo Demoliner Jan-Lennard Struff 6–4, 7–5               | Roman Jebavý Adam Pavlásek                   | Zhang Zhizhen Henri Laaksonen                | Marco Cecchinato Bernabé Zapata Miralles Tarō Daniel Federico Coria               |
| 4 luglio  | Salzburg Open Salisburgo, Austria Challenger 125 – 134 920 € Terra rossa – 32S/24Q/16D Singolare – Doppio                             | Thiago Monteiro 6–3, 7–6(2)                                 | Norbert Gombos                               | Corentin Moutet Facundo Bagnis               | Lukas Neumayer Pol Martín Tiffon Maximilian Neuchrist Dušan Lajović               |
| 4 luglio  | Salzburg Open Salisburgo, Austria Challenger 125 – 134 920 € Terra rossa – 32S/24Q/16D Singolare – Doppio                             | Nathaniel Lammons Jackson Withrow 7–5, 5–7, [11–9]          | Alexander Erler Lucas Miedler                | Corentin Moutet Facundo Bagnis               | Lukas Neumayer Pol Martín Tiffon Maximilian Neuchrist Dušan Lajović               |
| 4 luglio  | Porto Open Porto, Portogallo Challenger 80 – 45 730 € Cemento – 32S/24Q/16D Singolare – Doppio                                        | Altuğ Çelikbilek 7–6(5), 3–1 rit.                           | Christopher O'Connell                        | James Duckworth Yoshihito Nishioka           | Aidan McHugh Jahor Herasimaŭ Kaichi Uchida Hugo Grenier                           |
| 4 luglio  | Porto Open Porto, Portogallo Challenger 80 – 45 730 € Cemento – 32S/24Q/16D Singolare – Doppio                                        | Yuki Bhambri Saketh Myneni 6–4, 3–6, [10–6]                 | Nuno Borges Francisco Cabral                 | James Duckworth Yoshihito Nishioka           | Aidan McHugh Jahor Herasimaŭ Kaichi Uchida Hugo Grenier                           |
| 4 luglio  | Internazionali di Tennis Città di Todi Todi, Italia Challenger 80 – 45 730 € Terra rossa – 32S/24Q/16D Singolare – Doppio             | Pedro Cachín 6–4, 6–4                                       | Nicolás Kicker                               | Francesco Passaro Daniel Masur               | Santiago Fa Rodríguez Taverna Luciano Darderi Francesco Maestrelli Flavio Cobolli |
| 4 luglio  | Internazionali di Tennis Città di Todi Todi, Italia Challenger 80 – 45 730 € Terra rossa – 32S/24Q/16D Singolare – Doppio             | Guido Andreozzi Guillermo Durán 6–1, 2–6, [10–6]            | Romain Arneodo Jonathan Eysseric             | Francesco Passaro Daniel Masur               | Santiago Fa Rodríguez Taverna Luciano Darderi Francesco Maestrelli Flavio Cobolli |
| 4 luglio  | Open Bogotá Bogotà, Colombia Challenger 80 – 53 120 $ Terra rossa – 32S/24Q/16D Singolare – Doppio                                    | Juan Pablo Ficovich 6–1, 6–2                                | Gerald Melzer                                | Miljan Zekić Nick Hardt                      | Nicolás Álvarez Felipe Meligeni Alves Facundo Juárez Roberto Quiroz               |
| 4 luglio  | Open Bogotá Bogotà, Colombia Challenger 80 – 53 120 $ Terra rossa – 32S/24Q/16D Singolare – Doppio                                    | Nicolás Mejía Andrés Urrea 6–3, 6–4                         | Ignacio Monzón Gonzalo Villanueva            | Miljan Zekić Nick Hardt                      | Nicolás Álvarez Felipe Meligeni Alves Facundo Juárez Roberto Quiroz               |
| 11 luglio | Iași Open Iași, Romania Challenger 100 – 90 280 € Terra rossa – 32S/24Q/16D Singolare – Doppio                                        | Felipe Meligeni Alves 6–3, 4–6, 6–2                         | Pablo Andújar                                | Luciano Darderi Matheus Pucinelli de Almeida | Jiří Lehečka Frederico Ferreira Silva Geoffrey Blancaneaux Lukáš Klein            |
| 11 luglio | Iași Open Iași, Romania Challenger 100 – 90 280 € Terra rossa – 32S/24Q/16D Singolare – Doppio                                        | Geoffrey Blancaneaux Renzo Olivo 6–4, 2–6, [10–6]           | Diego Hidalgo Cristian Rodríguez             | Luciano Darderi Matheus Pucinelli de Almeida | Jiří Lehečka Frederico Ferreira Silva Geoffrey Blancaneaux Lukáš Klein            |
| 11 luglio | Dutch Open Amersfoort, Paesi Bassi Challenger 80 – 45 730 € Terra rossa – 32S/24Q/16D Singolare – Doppio                              | Tallon Griekspoor 6–1, 6–2                                  | Roberto Carballés Baena                      | Ivan Gakhov Bernabé Zapata Miralles          | Vitaliy Sachko Max Houkes Tarō Daniel Luca Van Assche                             |
| 11 luglio | Dutch Open Amersfoort, Paesi Bassi Challenger 80 – 45 730 € Terra rossa – 32S/24Q/16D Singolare – Doppio                              | Robin Haase Sem Verbeek 6–4, 3–6, [10–7]                    | Nicolás Barrientos Miguel Ángel Reyes Varela | Ivan Gakhov Bernabé Zapata Miralles          | Vitaliy Sachko Max Houkes Tarō Daniel Luca Van Assche                             |
| 11 luglio | Internazionali di Tennis Verona Verona, Italia Challenger 80 – 45 730 € Terra rossa – 32S/24Q/16D Singolare – Doppio                  | Francesco Maestrelli 3–6, 6–3, 6–0                          | Pedro Cachín                                 | Marco Cecchinato Sebastian Ofner             | Jérôme Kym Filip Horanský Flavio Cobolli Norbert Gombos                           |
| 11 luglio | Internazionali di Tennis Verona Verona, Italia Challenger 80 – 45 730 € Terra rossa – 32S/24Q/16D Singolare – Doppio                  | Luis David Martínez Andrea Vavassori 7–6(4), 3–6, [12–10]   | Juan Ignacio Galarza Tomás Lipovšek Puches   | Marco Cecchinato Sebastian Ofner             | Jérôme Kym Filip Horanský Flavio Cobolli Norbert Gombos                           |
| 11 luglio | Georgia's Rome Challenger Rome, Stati Uniti Challenger 80 – 53 120 $ Cemento (i) – 32S/24Q/16D Singolare – Doppio                     | Wu Yibing 7–5, 6–3                                          | Ben Shelton                                  | Yasutaka Uchiyama Juan Pablo Ficovich        | Yoshihito Nishioka Aleksandar Kovacevic Bjorn Fratangelo Jeffrey John Wolf        |
| 11 luglio | Georgia's Rome Challenger Rome, Stati Uniti Challenger 80 – 53 120 $ Cemento (i) – 32S/24Q/16D Singolare – Doppio                     | Enzo Couacaud Andrew Harris 6–4, 6–2                        | Ruben Gonzales Reese Stalder                 | Yasutaka Uchiyama Juan Pablo Ficovich        | Yoshihito Nishioka Aleksandar Kovacevic Bjorn Fratangelo Jeffrey John Wolf        |
| 18 luglio | Internazionali di Tennis Città di Trieste Trieste, Italia Challenger 100 – 90 280 € Terra rossa – 32S/24Q/16D Singolare – Doppio      | Francesco Passaro 4–6, 6–3, 6–3                             | Zhang Zhizhen                                | Francesco Maestrelli Alexandre Müller        | Norbert Gombos Salvatore Caruso Felipe Meligeni Alves Franco Agamenone            |
| 18 luglio | Internazionali di Tennis Città di Trieste Trieste, Italia Challenger 100 – 90 280 € Terra rossa – 32S/24Q/16D Singolare – Doppio      | Diego Hidalgo Cristian Rodríguez 4–6, 6–3, [10–5]           | Marco Bortolotti Sergio Martos Gornés        | Francesco Maestrelli Alexandre Müller        | Norbert Gombos Salvatore Caruso Felipe Meligeni Alves Franco Agamenone            |
| 18 luglio | Open Ciudad de Pozoblanco Pozoblanco, Spagna Challenger 80 – 45 730 € Cemento – 32S/24Q/16D Singolare – Doppio                        | Constant Lestienne 6–0, 7–6(3)                              | Grégoire Barrère                             | Ugo Humbert Daniel Masur                     | Maxime Janvier Emilio Nava Alejandro Moro Cañas Antoine Escoffier                 |
| 18 luglio | Open Ciudad de Pozoblanco Pozoblanco, Spagna Challenger 80 – 45 730 € Cemento – 32S/24Q/16D Singolare – Doppio                        | Dan Added Albano Olivetti 3–6, 6–1, [12–10]                 | Victor Vlad Cornea Luis David Martínez       | Ugo Humbert Daniel Masur                     | Maxime Janvier Emilio Nava Alejandro Moro Cañas Antoine Escoffier                 |
| 18 luglio | Tampere Open Tampere, Finlandia Challenger 80 – 45 730 € Terra rossa – 32S/24Q/16D Singolare – Doppio                                 | Zsombor Piros 6–2, 1–6, 6–4                                 | Harold Mayot                                 | Juan Manuel Cerúndolo Laurent Lokoli         | Frederico Ferreira Silva Jelle Sels Maximilian Marterer Gerald Melzer             |
| 18 luglio | Tampere Open Tampere, Finlandia Challenger 80 – 45 730 € Terra rossa – 32S/24Q/16D Singolare – Doppio                                 | Alexander Erler Lucas Miedler 7–6(3), 6–1                   | Karol Drzewiecki Patrik Niklas-Salminen      | Juan Manuel Cerúndolo Laurent Lokoli         | Frederico Ferreira Silva Jelle Sels Maximilian Marterer Gerald Melzer             |
| 18 luglio | President's Cup Astana, Kazakistan Challenger 80 – 53 120 $ Cemento – 32S/24Q/16D Singolare – Doppio                                  | Roman Safiullin 2–6, 6–4, 7–6(2)                            | Denis Yevseyev                               | Dmitrij Popko Beibit Zhukayev                | Benjamin Lock Evgenij Donskoj Gabriel Decamps Denis Istomin                       |
| 18 luglio | President's Cup Astana, Kazakistan Challenger 80 – 53 120 $ Cemento – 32S/24Q/16D Singolare – Doppio                                  | Nam Ji-sung Song Min-kyu 6–2, 3–6, [10–6]                   | Andrew Paulson David Poljak                  | Dmitrij Popko Beibit Zhukayev                | Benjamin Lock Evgenij Donskoj Gabriel Decamps Denis Istomin                       |
| 18 luglio | Rajeev Ram Foundation Indy Challenger Indianapolis, Stati Uniti Challenger 80 – 53 120 $ Cemento (i) – 32S/24Q/16D Singolare – Doppio | Wu Yibing 6(10)–7, 7–6(13), 6–3                             | Aleksandar Kovacevic                         | Yasutaka Uchiyama Ben Shelton                | Alex Rybakov Christopher Eubanks Dominik Koepfer Max Purcell                      |
| 18 luglio | Rajeev Ram Foundation Indy Challenger Indianapolis, Stati Uniti Challenger 80 – 53 120 $ Cemento (i) – 32S/24Q/16D Singolare – Doppio | Hans Hach Verdugo Hunter Reese 7–6(3), 3–6, [10–7]          | Purav Raja Divij Sharan                      | Yasutaka Uchiyama Ben Shelton                | Alex Rybakov Christopher Eubanks Dominik Koepfer Max Purcell                      |
| 25 luglio | Zug Open Zugo, Svizzera Challenger 125 – 134 920 € Terra rossa – 32S/24Q/16D Singolare – Doppio                                       | Dominic Stricker 5–7, 6–1, 6–3                              | Ernests Gulbis                               | Geoffrey Blancaneaux Dimitar Kuzmanov        | Marc-Andrea Hüsler Alexander Ritschard Lorenzo Giustino Dennis Novak              |
| 25 luglio | Zug Open Zugo, Svizzera Challenger 125 – 134 920 € Terra rossa – 32S/24Q/16D Singolare – Doppio                                       | Zdeněk Kolář Adam Pavlásek 6–3, 7–5                         | Karol Drzewiecki Patrik Niklas-Salminen      | Geoffrey Blancaneaux Dimitar Kuzmanov        | Marc-Andrea Hüsler Alexander Ritschard Lorenzo Giustino Dennis Novak              |
| 25 luglio | Open Castilla y León Segovia, Spagna Challenger 90 – 67 960 € Cemento – 32S/24Q/16D Singolare – Doppio                                | Hugo Grenier 7–5, 6–3                                       | Constant Lestienne                           | Ugo Humbert Michael Geerts                   | Nuno Borges Grégoire Barrère Emilio Nava Benjamin Lock                            |
| 25 luglio | Open Castilla y León Segovia, Spagna Challenger 90 – 67 960 € Cemento – 32S/24Q/16D Singolare – Doppio                                | Nicolás Álvarez Varona Iñaki Montes de la Torre 7–6(3), 6–3 | Benjamin Lock Courtney John Lock             | Ugo Humbert Michael Geerts                   | Nuno Borges Grégoire Barrère Emilio Nava Benjamin Lock                            |
| 25 luglio | San Benedetto Tennis Cup San Benedetto del Tronto, Italia Challenger 80 – 45 730 € Terra rossa – 32S/24Q/16D Singolare – Doppio       | Raul Brancaccio 6–1, 6–1                                    | Andrea Vavassori                             | Renzo Olivo Luciano Darderi                  | Andrea Pellegrino Pedro Boscardin Dias Matteo Arnaldi Giovanni Fonio              |
| 25 luglio | San Benedetto Tennis Cup San Benedetto del Tronto, Italia Challenger 80 – 45 730 € Terra rossa – 32S/24Q/16D Singolare – Doppio       | Vladyslav Manafov Oleg Prihodko 4–6, 6–3, [12–10]           | Fábián Marozsán Lukáš Rosol                  | Renzo Olivo Luciano Darderi                  | Andrea Pellegrino Pedro Boscardin Dias Matteo Arnaldi Giovanni Fonio              |
| 25 luglio | Winnipeg Challenger Winnipeg, Canada Challenger 80 – 53 120 $ Cemento – 32S/24Q/16D Singolare – Doppio                                | Emilio Gómez 6–3, 7–6(4)                                    | Alexis Galarneau                             | Evan Zhu Enzo Couacaud                       | Liam Broady Alafia Ayeni Li Tu Genaro Alberto Olivieri                            |
| 25 luglio | Winnipeg Challenger Winnipeg, Canada Challenger 80 – 53 120 $ Cemento – 32S/24Q/16D Singolare – Doppio                                | Billy Harris Kelsey Stevenson 2–6, 7–6(9), [10–8]           | Max Schnur John-Patrick Smith                | Evan Zhu Enzo Couacaud                       | Liam Broady Alafia Ayeni Li Tu Genaro Alberto Olivieri                            |

### Agosto
| Settimana | Torneo | Campione                                             | Finalista                                    | Semifinalisti                              | Eliminati ai quarti                                                        |
| --------- | --- | ---------------------------------------------------- | -------------------------------------------- | ------------------------------------------ | -------------------------------------------------------------------------- |
| 1º agosto | Internazionali di Tennis del Friuli Venezia Giulia Cordenons, Italia Challenger 80 – 45 730 € Terra rossa – 32S/24Q/16D Singolare – Doppio | Zhang Zhizhen 2–6, 7–6(5), 6–3                       | Andrea Vavassori                             | Alexandre Müller Nicolas Moreno de Alboran | Andrea Pellegrino Andrey Chepelev Mattia Bellucci Matteo Arnaldi           |
| 1º agosto | Internazionali di Tennis del Friuli Venezia Giulia Cordenons, Italia Challenger 80 – 45 730 € Terra rossa – 32S/24Q/16D Singolare – Doppio | Dustin Brown Andrea Vavassori 6–4, 7–5               | Ivan Sabanov Matej Sabanov                   | Alexandre Müller Nicolas Moreno de Alboran | Andrea Pellegrino Andrey Chepelev Mattia Bellucci Matteo Arnaldi           |
| 1º agosto | Liberec Open Liberec, Repubblica Ceca Challenger 80 – 45 730 € Terra rossa – 32S/24Q/16D Singolare - Doppio                                | Jiří Lehečka 6–4, 6–4                                | Nicolás Álvarez Varona                       | Giovanni Mpetshi Perricard Otto Virtanen   | Vít Kopřiva Norbert Gombos Tomáš Macháč Nuno Borges                        |
| 1º agosto | Liberec Open Liberec, Repubblica Ceca Challenger 80 – 45 730 € Terra rossa – 32S/24Q/16D Singolare - Doppio                                | Neil Oberleitner Philipp Oswald 7–6(5), 6–2          | Roman Jebavý Adam Pavlásek                   | Giovanni Mpetshi Perricard Otto Virtanen   | Vít Kopřiva Norbert Gombos Tomáš Macháč Nuno Borges                        |
| 1º agosto | Lexington Challenger Lexington, Stati Uniti Challenger 80 – 53 120 $ Cemento – 32S/24Q/16D Singolare - Doppio                              | Shang Juncheng 6–4, 6–4                              | Emilio Gómez                                 | Aleksandar Kovacevic Enzo Couacaud         | Roman Safiullin Roberto Quiroz Govind Nanda Nicolás Mejía                  |
| 1º agosto | Lexington Challenger Lexington, Stati Uniti Challenger 80 – 53 120 $ Cemento – 32S/24Q/16D Singolare - Doppio                              | Yuki Bhambri Saketh Myneni 3–6, 6–4, [10–8]          | Gijs Brouwer Aidan McHugh                    | Aleksandar Kovacevic Enzo Couacaud         | Roman Safiullin Roberto Quiroz Govind Nanda Nicolás Mejía                  |
| 8 agosto  | San Marino Open San Marino, San Marino Challenger 90 – 67 960 € Terra rossa – 32S/24Q/16D Singolare - Doppio                               | Pavel Kotov 7–6(5), 6–4                              | Matteo Arnaldi                               | Filip Cristian Jianu Marco Cecchinato      | Nikolas Sanchez Izquierdo Fábián Marozsán Valentin Vacherot Alexander Weis |
| 8 agosto  | San Marino Open San Marino, San Marino Challenger 90 – 67 960 € Terra rossa – 32S/24Q/16D Singolare - Doppio                               | Marco Bortolotti Sergio Martos Gornés 6–4, 6–4       | Ivan Sabanov Matej Sabanov                   | Filip Cristian Jianu Marco Cecchinato      | Nikolas Sanchez Izquierdo Fábián Marozsán Valentin Vacherot Alexander Weis |
| 8 agosto  | Meerbusch Challenger Meerbusch, Germania Challenger 80 – 45 730 € Terra rossa – 32S/24Q/16D Singolare - Doppio                             | Bernabé Zapata Miralles 6–1, 6–2                     | Dennis Novak                                 | Clement Tabur Riccardo Bonadio             | Sumit Nagal Mats Moraing Damir Džumhur Jonáš Forejtek                      |
| 8 agosto  | Meerbusch Challenger Meerbusch, Germania Challenger 80 – 45 730 € Terra rossa – 32S/24Q/16D Singolare - Doppio                             | David Pel Szymon Walków 7–5, 6–1                     | Neil Oberleitner Philipp Oswald              | Clement Tabur Riccardo Bonadio             | Sumit Nagal Mats Moraing Damir Džumhur Jonáš Forejtek                      |
| 8 agosto  | Chicago Men's Challenger Chicago, Stati Uniti Challenger 80 – 53 120 $ Cemento – 32S/24Q/16D Singolare - Doppio                            | Roman Safiullin 6–3, 4–6, 7–5                        | Ben Shelton                                  | Radu Albot Gijs Brouwer                    | Borna Gojo Zachary Svajda Jordan Thompson Liam Broady                      |
| 8 agosto  | Chicago Men's Challenger Chicago, Stati Uniti Challenger 80 – 53 120 $ Cemento – 32S/24Q/16D Singolare - Doppio                            | André Göransson Ben McLachlan 6–4, 6(3)–7, [10–5]    | Evan King Mitchell Krueger                   | Radu Albot Gijs Brouwer                    | Borna Gojo Zachary Svajda Jordan Thompson Liam Broady                      |
| 8 agosto  | Lima Challenger Lima, Perù Challenger 80 – 53 120 $ Terra rossa – 32S/24Q/16D Singolare – Doppio                                           | Camilo Ugo Carabelli 6–2, 7–6(4)                     | Thiago Agustín Tirante                       | Tomás Martín Etcheverry Gonzalo Bueno      | Renzo Olivo Facundo Mena Gastão Elias Juan Pablo Varillas                  |
| 8 agosto  | Lima Challenger Lima, Perù Challenger 80 – 53 120 $ Terra rossa – 32S/24Q/16D Singolare – Doppio                                           | Ignacio Carou Facundo Mena 6–2, 6–2                  | Orlando Luz Camilo Ugo Carabelli             | Tomás Martín Etcheverry Gonzalo Bueno      | Renzo Olivo Facundo Mena Gastão Elias Juan Pablo Varillas                  |
| 15 agosto | Santo Domingo Open Santo Domingo, Repubblica Dominicana Challenger 125 – 159 360 $ Terra verde – 32S/24Q/16D Singolare – Doppio            | Pedro Cachín 6–4, 2–6, 6–3                           | Marco Trungelliti                            | Daniel Elahi Galán Tomás Martín Etcheverry | Roberto Carballés Baena Thiago Agustín Tirante Renzo Olivo Facundo Mena    |
| 15 agosto | Santo Domingo Open Santo Domingo, Repubblica Dominicana Challenger 125 – 159 360 $ Terra verde – 32S/24Q/16D Singolare – Doppio            | Ruben Gonzales Reese Stalder 7–6(5), 6–3             | Nicolás Barrientos Miguel Ángel Reyes Varela | Daniel Elahi Galán Tomás Martín Etcheverry | Roberto Carballés Baena Thiago Agustín Tirante Renzo Olivo Facundo Mena    |
| 15 agosto | Vancouver Open Vancouver, Canada Challenger 125 – 159 360 $ Cemento – 32S/24Q/16D Singolare – Doppio                                       | Constant Lestienne 6–0, 4–6, 6–3                     | Arthur Rinderknech                           | Ugo Humbert Vasek Pospisil                 | Fernando Verdasco Mikael Ymer Ričardas Berankis Gilles Simon               |
| 15 agosto | Vancouver Open Vancouver, Canada Challenger 125 – 159 360 $ Cemento – 32S/24Q/16D Singolare – Doppio                                       | André Göransson Ben McLachlan 6(4)–7, 7–6(7), [11–9] | Treat Conrad Huey John-Patrick Smith         | Ugo Humbert Vasek Pospisil                 | Fernando Verdasco Mikael Ymer Ričardas Berankis Gilles Simon               |
| 15 agosto | Polish Open Grodzisk Mazowiecki, Polonia Challenger 90 – 67 960 € Cemento – 32S/24Q/16D Singolare – Doppio                                 | Tomáš Macháč 1–6, 6–3, 6–2                           | Zhang Zhizhen                                | Harold Mayot Skander Mansouri              | Robin Haase Gabriel Décamps Marko Topo Aleksej Vatutin                     |
| 15 agosto | Polish Open Grodzisk Mazowiecki, Polonia Challenger 90 – 67 960 € Cemento – 32S/24Q/16D Singolare – Doppio                                 | Robin Haase Philipp Oswald 6–3, 6–4                  | Hugo Nys Fabien Reboul                       | Harold Mayot Skander Mansouri              | Robin Haase Gabriel Décamps Marko Topo Aleksej Vatutin                     |
| 22 agosto | Banja Luka Challenger Banja Luka, Bosnia ed Erzegovina Challenger 80 – 45 730 € Terra rossa – 32S/16Q/16D Singolare - Doppio               | Fábián Marozsán 6–2, 6–1                             | Damir Džumhur                                | Nicolás Álvarez Dragoș Nicolae Mădăraș     | Kimmer Coppejans Nerman Fatić Benjamin Hassan Aleksej Vatutin              |
| 22 agosto | Banja Luka Challenger Banja Luka, Bosnia ed Erzegovina Challenger 80 – 45 730 € Terra rossa – 32S/16Q/16D Singolare - Doppio               | Vladyslav Manafov Oleg Prihodko 6–3, 6–4             | Fabian Fallert Hendrik Jebens                | Nicolás Álvarez Dragoș Nicolae Mădăraș     | Kimmer Coppejans Nerman Fatić Benjamin Hassan Aleksej Vatutin              |
| 22 agosto | Championnats de Granby Granby, Canada Challenger 80 – 53 120 $ Cemento – 32S/24Q/16D Singolare - Doppio                                    | Gabriel Diallo 7–5, 7–6(5)                           | Shang Juncheng                               | Hiroki Moriya Aidan Mayo                   | Aziz Dougaz Ugo Humbert Jordan Thompson Nicolás Mejía                      |
| 22 agosto | Championnats de Granby Granby, Canada Challenger 80 – 53 120 $ Cemento – 32S/24Q/16D Singolare - Doppio                                    | Julian Cash Henry Patten 6–3, 6–2                    | Jonathan Eysseric Artem Sitak                | Hiroki Moriya Aidan Mayo                   | Aziz Dougaz Ugo Humbert Jordan Thompson Nicolás Mejía                      |
| 22 agosto | Prague Open Challenger III Praga, Repubblica Ceca Challenger 50 – 32 160 € Terra rossa – 32S/24Q/16D Singolare – Doppio                    | Oleksii Krutykh 6–3, 6(2)–7, 6–2                     | Lucas Gerch                                  | João Domingues Jakub Menšík                | Matteo Gigante Mariano Navone Martín Cuevas Nicolas Moreno de Alboran      |
| 22 agosto | Prague Open Challenger III Praga, Repubblica Ceca Challenger 50 – 32 160 € Terra rossa – 32S/24Q/16D Singolare – Doppio                    | Victor Vlad Cornea Andrew Paulson 6–3, 6–1           | Adrian Andreev Murkel Dellien                | João Domingues Jakub Menšík                | Matteo Gigante Mariano Navone Martín Cuevas Nicolas Moreno de Alboran      |
| 22 agosto | Nonthaburi Challenger I Nonthaburi, Thailandia Challenger 50 – 37 520 $ Cemento – 32S/24Q/16D Singolare – Doppio                           | Valentin Vacherot 6–3, 7–6(4)                        | Lý Hoàng Nam                                 | Dane Sweeny Yasutaka Uchiyama              | Alastair Gray Alibek Kachmazov Kyrian Jacquet Omar Jasika                  |
| 22 agosto | Nonthaburi Challenger I Nonthaburi, Thailandia Challenger 50 – 37 520 $ Cemento – 32S/24Q/16D Singolare – Doppio                           | Evgenij Donskoj Alibek Kachmazov 6–3, 1–6, [10–7]    | Nam Ji-sung Song Min-kyu                     | Dane Sweeny Yasutaka Uchiyama              | Alastair Gray Alibek Kachmazov Kyrian Jacquet Omar Jasika                  |
| 29 agosto | Città di Como Challenger Como, Italia Challenger 80 – 45 730 € Terra rossa – 32S/24Q/16D Singolare - Doppio                                | Cedrik-Marcel Stebe 7–6(2), 6–4                      | Francesco Passaro                            | Matteo Arnaldi Lukáš Klein                 | Nerman Fatić Kenny de Schepper Matteo Gigante Riccardo Bonadio             |
| 29 agosto | Città di Como Challenger Como, Italia Challenger 80 – 45 730 € Terra rossa – 32S/24Q/16D Singolare - Doppio                                | Alexander Erler Lucas Miedler 6–1, 7–6(3)            | Dustin Brown Julian Lenz                     | Matteo Arnaldi Lukáš Klein                 | Nerman Fatić Kenny de Schepper Matteo Gigante Riccardo Bonadio             |
| 29 agosto | Rafa Nadal Open Manacor, Spagna Challenger 80 – 45 730 € Cemento – 32S/24Q/16D Singolare - Doppio                                          | Luca Nardi 7–6(2), 3–6, 7–5                          | Zizou Bergs                                  | Abedallah Shelbayh Alexander Lazarov       | Dmitrij Popko Jay Clarke Michail Kukuškin Jerzy Janowicz                   |
| 29 agosto | Rafa Nadal Open Manacor, Spagna Challenger 80 – 45 730 € Cemento – 32S/24Q/16D Singolare - Doppio                                          | Yuki Bhambri Saketh Myneni 6–2, 6–2                  | Marek Gengel Lukáš Rosol                     | Abedallah Shelbayh Alexander Lazarov       | Dmitrij Popko Jay Clarke Michail Kukuškin Jerzy Janowicz                   |
| 29 agosto | Internationaux de Tennis de Toulouse Tolosa, Francia Challenger 80 – 45 730 € Terra rossa – 32S/24Q/16D Singolare - Doppio                 | Kimmer Coppejans 6(8)–7, 6–4, 6–3                    | Maxime Janvier                               | Titouan Droguet Louis Wessels              | Frederico Ferreira Silva Arthur Fils Marco Trungelliti Luca Van Assche     |
| 29 agosto | Internationaux de Tennis de Toulouse Tolosa, Francia Challenger 80 – 45 730 € Terra rossa – 32S/24Q/16D Singolare - Doppio                 | Maxime Janvier Malek Jaziri 6–3, 7–6(5)              | Théo Arribagé Titouan Droguet                | Titouan Droguet Louis Wessels              | Frederico Ferreira Silva Arthur Fils Marco Trungelliti Luca Van Assche     |
| 29 agosto | Nonthaburi Challenger II Nonthaburi, Thailandia Challenger 50 – 37 520 $ Cemento – 32S/24Q/16D Singolare – Doppio                          | Arthur Cazaux 7–6(6), 6–4                            | Omar Jasika                                  | Beibit Zhukayev Gabriel Décamps            | Valentin Vacherot Dane Sweeny Federico Gaio Charles Broom                  |
| 29 agosto | Nonthaburi Challenger II Nonthaburi, Thailandia Challenger 50 – 37 520 $ Cemento – 32S/24Q/16D Singolare – Doppio                          | Benjamin Lock Yuta Shimizu 6–1, 6–3                  | Francis Casey Alcantara Christopher Rungkat  | Beibit Zhukayev Gabriel Décamps            | Valentin Vacherot Dane Sweeny Federico Gaio Charles Broom                  |

### Settembre
| Settimana    | Torneo | Campione                                                        | Finalista                                     | Semifinalisti                              | Eliminati ai quarti                                                         |
| ------------ | --- | --------------------------------------------------------------- | --------------------------------------------- | ------------------------------------------ | --------------------------------------------------------------------------- |
| 5 settembre  | NÖ Open Tulln an der Donau, Austria Challenger 100 – 90 280 € Terra gialla – 32S/24Q/16D Singolare – Doppio              | Jozef Kovalík 7–6(6), 7–6(3)                                    | Jelle Sels                                    | Norbert Gombos Elias Ymer                  | Giulio Zeppieri Sebastian Ofner Lukáš Klein Jurij Rodionov                  |
| 5 settembre  | NÖ Open Tulln an der Donau, Austria Challenger 100 – 90 280 € Terra gialla – 32S/24Q/16D Singolare – Doppio              | Alexander Erler Lucas Miedler 6–3, 6–4                          | Zdeněk Kolář Denys Molčanov                   | Norbert Gombos Elias Ymer                  | Giulio Zeppieri Sebastian Ofner Lukáš Klein Jurij Rodionov                  |
| 5 settembre  | Copa Sevilla Siviglia, Spagna Challenger 90 – 67 960 € Terra rossa – 32S/24Q/16D Singolare – Doppio                      | Roberto Carballés Baena 6–3, 7–6(6)                             | Bernabé Zapata Miralles                       | Facundo Díaz Acosta Timofej Skatov         | Kimmer Coppejans Federico Delbonis Jerzy Janowicz Fábián Marozsán           |
| 5 settembre  | Copa Sevilla Siviglia, Spagna Challenger 90 – 67 960 € Terra rossa – 32S/24Q/16D Singolare – Doppio                      | Román Andrés Burruchaga Facundo Díaz Acosta 7–5, 6(8)–7, [10–7] | Nicolás Álvarez Varona Alberto Barroso Campos | Facundo Díaz Acosta Timofej Skatov         | Kimmer Coppejans Federico Delbonis Jerzy Janowicz Fábián Marozsán           |
| 5 settembre  | Cassis Open Provence Cassis, Francia Challenger 80 – 45 730 € Cemento – 32S/24Q/16D Singolare - Doppio                   | Hugo Grenier 7–5, 6–4                                           | James Duckworth                               | Francesco Maestrelli Tomáš Macháč          | Constant Lestienne Kaichi Uchida Zsombor Piros Borna Gojo                   |
| 5 settembre  | Cassis Open Provence Cassis, Francia Challenger 80 – 45 730 € Cemento – 32S/24Q/16D Singolare - Doppio                   | Michael Geerts Joran Vliegen 6–4, 7–6(6)                        | Romain Arneodo Albano Olivetti                | Francesco Maestrelli Tomáš Macháč          | Constant Lestienne Kaichi Uchida Zsombor Piros Borna Gojo                   |
| 5 settembre  | Nonthaburi Challenger III Nonthaburi, Thailandia Challenger 50 – 37 520 $ Cemento – 32S/24Q/16D Singolare – Doppio       | Stuart Parker 6–4, 4–1 rit.                                     | Arthur Cazaux                                 | Sho Shimabukuro Omar Jasika                | Yosuke Watanuki Billy Harris Lý Hoàng Nam Makoto Ochi                       |
| 5 settembre  | Nonthaburi Challenger III Nonthaburi, Thailandia Challenger 50 – 37 520 $ Cemento – 32S/24Q/16D Singolare – Doppio       | Chung Yun-seong Ajeet Rai 6–1, 7–6(6)                           | Francis Casey Alcantara Christopher Rungkat   | Sho Shimabukuro Omar Jasika                | Yosuke Watanuki Billy Harris Lý Hoàng Nam Makoto Ochi                       |
| 12 settembre | Szczecin Open Stettino, Polonia Challenger 125 – 134 920 € Terra rossa – 32S/24Q/16D Singolare – Doppio                  | Corentin Moutet 6–2, 6(5)–7, 6–4                                | Dennis Novak                                  | Raul Brancaccio Aleksandr Ševčenko         | Federico Delbonis Jan Choinski Matteo Arnaldi Roberto Carballés Baena       |
| 12 settembre | Szczecin Open Stettino, Polonia Challenger 125 – 134 920 € Terra rossa – 32S/24Q/16D Singolare – Doppio                  | Dustin Brown Andrea Vavassori 6–4, 5–7, [10–8]                  | Roman Jebavý Adam Pavlásek                    | Raul Brancaccio Aleksandr Ševčenko         | Federico Delbonis Jan Choinski Matteo Arnaldi Roberto Carballés Baena       |
| 12 settembre | Open de Rennes Rennes, Francia Challenger 90 – 67 960 € Cemento (i) – 32S/24Q/16D Singolare – Doppio                     | Ugo Humbert 6–3, 6–0                                            | Dominic Thiem                                 | Hugo Gaston Peter Gojowczyk                | Benoît Paire Adrian Andreev Gijs Brouwer Grégoire Barrère                   |
| 12 settembre | Open de Rennes Rennes, Francia Challenger 90 – 67 960 € Cemento (i) – 32S/24Q/16D Singolare – Doppio                     | Jonathan Eysseric David Pel 6–4, 6–4                            | Dan Added Albano Olivetti                     | Hugo Gaston Peter Gojowczyk                | Benoît Paire Adrian Andreev Gijs Brouwer Grégoire Barrère                   |
| 12 settembre | Istanbul Challenger Istanbul, Turchia Challenger 80 – 53 120 $ Cemento – 32S/24Q/16D Singolare - Doppio                  | Radu Albot 6–2, 6–0                                             | Lukáš Rosol                                   | Koray Kırcı Geoffrey Blancaneaux           | Laurent Lokoli Sebastian Ofner Harold Mayot Beibit Zhukayev                 |
| 12 settembre | Istanbul Challenger Istanbul, Turchia Challenger 80 – 53 120 $ Cemento – 32S/24Q/16D Singolare - Doppio                  | Purav Raja Divij Sharan 6–4, 3–6, [10–8]                        | Arjun Kadhe Fernando Romboli                  | Koray Kırcı Geoffrey Blancaneaux           | Laurent Lokoli Sebastian Ofner Harold Mayot Beibit Zhukayev                 |
| 12 settembre | Cary Challenger Cary, Stati Uniti Challenger 80 – 53 120 $ Cemento – 32S/24Q/16D Singolare - Doppio                      | Michael Mmoh 7–5, 6–3                                           | Dominik Koepfer                               | Denis Kudla Jordan Thompson                | Facundo Mena Tennys Sandgren Yasutaka Uchiyama Nick Chappell                |
| 12 settembre | Cary Challenger Cary, Stati Uniti Challenger 80 – 53 120 $ Cemento – 32S/24Q/16D Singolare - Doppio                      | Nathaniel Lammons Jackson Withrow 7–5, 2–6, [10–5]              | Treat Conrad Huey John-Patrick Smith          | Denis Kudla Jordan Thompson                | Facundo Mena Tennys Sandgren Yasutaka Uchiyama Nick Chappell                |
| 19 settembre | Genoa Open Challenger Genova, Italia Challenger 125 – 134 920 € Terra rossa – 32S/24Q/16D Singolare – Doppio             | Thiago Monteiro 6–1, 7–6(2)                                     | Andrea Pellegrino                             | Dušan Lajović Adrian Andreev               | Albert Ramos Viñolas Marco Cecchinato Raul Brancaccio Sebastian Ofner       |
| 19 settembre | Genoa Open Challenger Genova, Italia Challenger 125 – 134 920 € Terra rossa – 32S/24Q/16D Singolare – Doppio             | Dustin Brown Andrea Vavassori 6–2, 6–2                          | Roman Jebavý Adam Pavlásek                    | Dušan Lajović Adrian Andreev               | Albert Ramos Viñolas Marco Cecchinato Raul Brancaccio Sebastian Ofner       |
| 19 settembre | Braga Open Braga, Portogallo Challenger 80 – 45 730 € Terra rossa – 32S/24Q/16D Singolare – Doppio                       | Nicolas Moreno de Alboran 6–2, 6–4                              | Matheus Pucinelli de Almeida                  | Jelle Sels Timofej Skatov                  | Pablo Llamas Ruiz Aleksandr Ševčenko Javier Barranco Cosano Carlos Taberner |
| 19 settembre | Braga Open Braga, Portogallo Challenger 80 – 45 730 € Terra rossa – 32S/24Q/16D Singolare – Doppio                       | Vít Kopřiva Jaroslav Pospíšil 3–6, 6–3, [10–4]                  | Jeevan Nedunchezhiyan Christopher Rungkat     | Jelle Sels Timofej Skatov                  | Pablo Llamas Ruiz Aleksandr Ševčenko Javier Barranco Cosano Carlos Taberner |
| 19 settembre | Sibiu Open Sibiu, Romania Challenger 80 – 45 730 € Terra rossa – 32S/24Q/16D Singolare – Doppio                          | Nerman Fatić 6–3, 6–4                                           | Damir Džumhur                                 | Federico Coria David Ionel                 | Máté Valkusz Ivan Gakhov Lukáš Klein Filip Misolic                          |
| 19 settembre | Sibiu Open Sibiu, Romania Challenger 80 – 45 730 € Terra rossa – 32S/24Q/16D Singolare – Doppio                          | Ivan Sabanov Matej Sabanov 3–6, 7–5, [10–4]                     | Alexander Erler Lucas Miedler                 | Federico Coria David Ionel                 | Máté Valkusz Ivan Gakhov Lukáš Klein Filip Misolic                          |
| 19 settembre | Columbus Challenger II Columbus, Stati Uniti Challenger 80 – 53 120 $ Cemento (i) – 32S/24Q/16D Singolare – Doppio       | Jordan Thompson 7–6(6), 6–2                                     | Emilio Gómez                                  | Cannon Kingsley Rinky Hijikata             | Gabriel Diallo Aleksandar Vukic Dominic Stricker Nick Chappell              |
| 19 settembre | Columbus Challenger II Columbus, Stati Uniti Challenger 80 – 53 120 $ Cemento (i) – 32S/24Q/16D Singolare – Doppio       | Julian Cash Henry Patten 6–2, 7–5                               | Charles Broom Constantin Frantzen             | Cannon Kingsley Rinky Hijikata             | Gabriel Diallo Aleksandar Vukic Dominic Stricker Nick Chappell              |
| 19 settembre | Villa María Challenger Villa María, Argentina Challenger 80 – 53 120 $ Terra rossa – 32S/24Q/16D Singolare – Doppio      | Nicolás Kicker 7–5, 6–3                                         | Mariano Navone                                | Facundo Díaz Acosta Facundo Bagnis         | Yannick Hanfmann Renzo Olivo Hernán Casanova Juan Manuel Cerúndolo          |
| 19 settembre | Villa María Challenger Villa María, Argentina Challenger 80 – 53 120 $ Terra rossa – 32S/24Q/16D Singolare – Doppio      | Hernán Casanova Santiago Fa Rodríguez Taverna 6–4, 6–3          | Facundo Juárez Ignacio Monzón                 | Facundo Díaz Acosta Facundo Bagnis         | Yannick Hanfmann Renzo Olivo Hernán Casanova Juan Manuel Cerúndolo          |
| 26 settembre | Open d'Orleans Orléans, Francia Challenger 125 – 134 920 € Cemento (i) – 32S/24Q/16D Singolare – Doppio                  | Grégoire Barrère 4–6, 6–3, 6–4                                  | Quentin Halys                                 | Adrian Andreev Hugo Gaston                 | Norbert Gombos Evan Furness Richard Gasquet Jack Sock                       |
| 26 settembre | Open d'Orleans Orléans, Francia Challenger 125 – 134 920 € Cemento (i) – 32S/24Q/16D Singolare – Doppio                  | Nicolas Mahut Édouard Roger-Vasselin 6–2, 6–4                   | Michael Geerts Skander Mansouri               | Adrian Andreev Hugo Gaston                 | Norbert Gombos Evan Furness Richard Gasquet Jack Sock                       |
| 26 settembre | Challenger de Buenos Aires Buenos Aires, Argentina Challenger 80 – 53 120 $ Terra rossa – 32S/24Q/16D Singolare – Doppio | Juan Manuel Cerúndolo 6–4, 2–6, 7–5                             | Camilo Ugo Carabelli                          | Mariano Navone Dmitrij Popko               | Thiago Seyboth Wild Facundo Bagnis Renzo Olivo Román Andrés Burruchaga      |
| 26 settembre | Challenger de Buenos Aires Buenos Aires, Argentina Challenger 80 – 53 120 $ Terra rossa – 32S/24Q/16D Singolare – Doppio | Guido Andreozzi Guillermo Durán 6–0, 7–5                        | Román Andrés Burruchaga Facundo Díaz Acosta   | Mariano Navone Dmitrij Popko               | Thiago Seyboth Wild Facundo Bagnis Renzo Olivo Román Andrés Burruchaga      |
| 26 settembre | LTP Men's Open Charleston, Stati Uniti Challenger 80 – 53 120 $ Cemento – 32S/24Q/16D Singolare - Doppio                 | Torneo cancellato a causa dell'uragano Ian                      | Torneo cancellato a causa dell'uragano Ian    | Torneo cancellato a causa dell'uragano Ian | Jordan Thompson Giovanni Oradini Zachary Svajda Donald Young                |
| 26 settembre | Lisboa Belém Open Lisbona, Portogallo Challenger 80 – 45 730 € Terra rossa – 32S/24Q/16D Singolare – Doppio              | Marco Cecchinato 6–3, 6–3                                       | Luca Van Assche                               | Filip Misolic Timofej Skatov               | Alexandre Müller Giulio Zeppieri Benoît Paire Carlos Taberner               |
| 26 settembre | Lisboa Belém Open Lisbona, Portogallo Challenger 80 – 45 730 € Terra rossa – 32S/24Q/16D Singolare – Doppio              | Zdeněk Kolář Gonçalo Oliveira 6–1, 7–6(4)                       | Vladyslav Manafov Oleg Prihodko               | Filip Misolic Timofej Skatov               | Alexandre Müller Giulio Zeppieri Benoît Paire Carlos Taberner               |

### Ottobre
| Settimana  | Torneo | Campione                                                          | Finalista                                   | Semifinalisti                              | Eliminati ai quarti                                                                             |
| ---------- | --- | ----------------------------------------------------------------- | ------------------------------------------- | ------------------------------------------ | ----------------------------------------------------------------------------------------------- |
| 3 ottobre  | Parma Challenger Parma, Italia Challenger 125 – 134 920 € Terra rossa – 32S/24Q/16D Singolare – Doppio                                  | Timofej Skatov 7–5, 6(2)–7, 6–4                                   | Jozef Kovalík                               | Vít Kopřiva Gianluca Mager                 | Roberto Carballés Baena Andrea Vavassori Máté Valkusz Dušan Lajović                             |
| 3 ottobre  | Parma Challenger Parma, Italia Challenger 125 – 134 920 € Terra rossa – 32S/24Q/16D Singolare – Doppio                                  | Tomislav Brkić Nikola Ćaćić 6–2, 6–2                              | Luis David Martínez Igor Zelenay            | Vít Kopřiva Gianluca Mager                 | Roberto Carballés Baena Andrea Vavassori Máté Valkusz Dušan Lajović                             |
| 3 ottobre  | Internationaux de Tennis de Vendée Mouilleron-le-Captif, Francia Challenger 90 – 67 960 € Cemento (i) – 32S/24Q/16D Singolare – Doppio  | Jelle Sels 6–4, 6–3                                               | Vasek Pospisil                              | Jurgen Briand Hugo Gaston                  | Otto Virtanen Tomáš Macháč Norbert Gombos Jeffrey John Wolf                                     |
| 3 ottobre  | Internationaux de Tennis de Vendée Mouilleron-le-Captif, Francia Challenger 90 – 67 960 € Cemento (i) – 32S/24Q/16D Singolare – Doppio  | Sander Arends David Pel 6(1)–7, 7–6(6), [10–6]                    | Purav Raja Divij Sharan                     | Jurgen Briand Hugo Gaston                  | Otto Virtanen Tomáš Macháč Norbert Gombos Jeffrey John Wolf                                     |
| 3 ottobre  | JC Ferrero Challenger Open Alicante, Spagna Challenger 80 – 45 730 € Cemento – 32S/24Q/16D Singolare – Doppio                           | Lukáš Klein 6–3, 6–4                                              | Nick Hardt                                  | Fábián Marozsán Matteo Arnaldi             | Salvatore Caruso Dimitar Kuzmanov Frederico Ferreira Silva Emilio Nava                          |
| 3 ottobre  | JC Ferrero Challenger Open Alicante, Spagna Challenger 80 – 45 730 € Cemento – 32S/24Q/16D Singolare – Doppio                           | Robin Haase Albano Olivetti 7–6(5), 7–5                           | Sanjar Fayziev Sergey Fomin                 | Fábián Marozsán Matteo Arnaldi             | Salvatore Caruso Dimitar Kuzmanov Frederico Ferreira Silva Emilio Nava                          |
| 3 ottobre  | Campeonato Internacional de Tênis de Campinas Campinas, Brasile Challenger 80 – 53 120 $ Terra rossa – 32S/24Q/16D Singolare – Doppio   | Jan Choinski 6–4, 6–4                                             | Juan Pablo Varillas                         | Rémy Bertola Luciano Darderi               | Facundo Mena Alexandre Müller Facundo Bagnis Facundo Juárez                                     |
| 3 ottobre  | Campeonato Internacional de Tênis de Campinas Campinas, Brasile Challenger 80 – 53 120 $ Terra rossa – 32S/24Q/16D Singolare – Doppio   | Boris Arias Federico Zeballos 7–5, 6–2                            | Guido Andreozzi Guillermo Durán             | Rémy Bertola Luciano Darderi               | Facundo Mena Alexandre Müller Facundo Bagnis Facundo Juárez                                     |
| 3 ottobre  | Gwangju Open Gwangju, Corea del Sud Challenger 80 – 53 120 $ Cemento – 32S/24Q/16D Singolare – Doppio                                   | Zsombor Piros 6–2, 6–4                                            | Emilio Gómez                                | Marc Polmans Christopher Eubanks           | Nam Ji-sung Maximilian Neuchrist Maximilian Marterer Rinky Hijikata                             |
| 3 ottobre  | Gwangju Open Gwangju, Corea del Sud Challenger 80 – 53 120 $ Cemento – 32S/24Q/16D Singolare – Doppio                                   | Nicolás Barrientos Miguel Ángel Reyes Varela 2–6, 6–3, [10–6]     | Yuki Bhambri Saketh Myneni                  | Marc Polmans Christopher Eubanks           | Nam Ji-sung Maximilian Neuchrist Maximilian Marterer Rinky Hijikata                             |
| 3 ottobre  | Tiburon Challenger Tiburon, Stati Uniti Challenger 80 – 53 120 $ Cemento – 32S/24Q/16D Singolare – Doppio                               | Zachary Svajda 2–6, 6–2, 6–4                                      | Ben Shelton                                 | Denis Kudla Alexis Galarneau               | Enzo Couacaud Mitchell Krueger Ernesto Escobedo Paul Jubb                                       |
| 3 ottobre  | Tiburon Challenger Tiburon, Stati Uniti Challenger 80 – 53 120 $ Cemento – 32S/24Q/16D Singolare – Doppio                               | Leandro Riedi Valentin Vacherot 6(2)–7, 6–3, [10–2]               | Ezekiel Clark Alfredo Perez                 | Denis Kudla Alexis Galarneau               | Enzo Couacaud Mitchell Krueger Ernesto Escobedo Paul Jubb                                       |
| 10 ottobre | Seoul Open Challenger Seul, Corea del Sud Challenger 110 – 132 800 $ Cemento – 32S/24Q/16D Singolare – Doppio                           | Li Tu 7–6(5), 6–4                                                 | Wu Yibing                                   | Kamil Majchrzak James Duckworth            | Dalibor Svrčina Shintaro Mochizuki Christopher O'Connell Maximilian Marterer                    |
| 10 ottobre | Seoul Open Challenger Seul, Corea del Sud Challenger 110 – 132 800 $ Cemento – 32S/24Q/16D Singolare – Doppio                           | Kaichi Uchida Wu Tung-lin 6(2)–7, 7–5, [11–9]                     | Chung Yun-seong Aleksandar Kovacevic        | Kamil Majchrzak James Duckworth            | Dalibor Svrčina Shintaro Mochizuki Christopher O'Connell Maximilian Marterer                    |
| 10 ottobre | Saint-Tropez Open Saint-Tropez, Francia Challenger 100 – 90 280 € Cemento – 32S/24Q/16D Singolare – Doppio                              | Mattia Bellucci 6–3, 6–3                                          | Matteo Arnaldi                              | Ugo Humbert Jurij Rodionov                 | Grégoire Barrère Valentin Royer Roberto Marcora Salvatore Caruso                                |
| 10 ottobre | Saint-Tropez Open Saint-Tropez, Francia Challenger 100 – 90 280 € Cemento – 32S/24Q/16D Singolare – Doppio                              | Dan Added Albano Olivetti 6–3, 3–6, [12–10]                       | Romain Arneodo Tristan-Samuel Weissborn     | Ugo Humbert Jurij Rodionov                 | Grégoire Barrère Valentin Royer Roberto Marcora Salvatore Caruso                                |
| 10 ottobre | Fairfield Challenger Fairfield, Stati Uniti Challenger 80 – 53 120 $ Cemento – 32S/24Q/16D Singolare – Doppio                           | Michael Mmoh 6–3, 6–2                                             | Gabriel Diallo                              | Alafia Ayeni Sam Riffice                   | Tennys Sandgren Enzo Couacaud Shang Juncheng Alexis Galarneau                                   |
| 10 ottobre | Fairfield Challenger Fairfield, Stati Uniti Challenger 80 – 53 120 $ Cemento – 32S/24Q/16D Singolare – Doppio                           | Julian Cash Henry Patten 6–3, 6–1                                 | Anirudh Chandrasekar Vijay Sundar Prashanth | Alafia Ayeni Sam Riffice                   | Tennys Sandgren Enzo Couacaud Shang Juncheng Alexis Galarneau                                   |
| 10 ottobre | Ismaning Challenger Ismaning, Germania Challenger 80 – 45 730 € Sintetico (i) – 32S/24Q/16D Singolare – Doppio                          | Quentin Halys 7–6(6), 6–3                                         | Max Hans Rehberg                            | Kacper Żuk Vasek Pospisil                  | Alastair Gray Denis Yevseyev Vitaliy Sachko Elmar Ejupović                                      |
| 10 ottobre | Ismaning Challenger Ismaning, Germania Challenger 80 – 45 730 € Sintetico (i) – 32S/24Q/16D Singolare – Doppio                          | Michael Geerts Patrik Niklas-Salminen 7–6(5), 7–6(8)              | Fabian Fallert Hendrik Jebens               | Kacper Żuk Vasek Pospisil                  | Alastair Gray Denis Yevseyev Vitaliy Sachko Elmar Ejupović                                      |
| 10 ottobre | ATP Challenger do Rio de Janeiro Rio de Janeiro, Brasile Challenger 80 – 53 120 $ Terra rossa – 32S/24Q/16D Singolare – Doppio          | Marco Cecchinato 4–6, 6–4, 6–3                                    | Yannick Hanfmann                            | Federico Coria Alexandre Müller            | Juan Manuel Cerúndolo Matheus Pucinelli de Almeida Luciano Darderi Juan Pablo Varillas          |
| 10 ottobre | ATP Challenger do Rio de Janeiro Rio de Janeiro, Brasile Challenger 80 – 53 120 $ Terra rossa – 32S/24Q/16D Singolare – Doppio          | Guido Andreozzi Guillermo Durán 6–3, 6–2                          | Karol Drzewiecki Jakub Paul                 | Federico Coria Alexandre Müller            | Juan Manuel Cerúndolo Matheus Pucinelli de Almeida Luciano Darderi Juan Pablo Varillas          |
| 17 ottobre | Busan Open Challenger Busan, Corea del Sud Challenger 125 – 159 360 $ Cemento – 32S/24Q/16D Singolare – Doppio                          | Kamil Majchrzak 6–4, 3–6, 6–2                                     | Radu Albot                                  | Christopher O'Connell Hong Seong-chan      | Kwon Soon-woo Christopher Eubanks John Millman Marc Polmans                                     |
| 17 ottobre | Busan Open Challenger Busan, Corea del Sud Challenger 125 – 159 360 $ Cemento – 32S/24Q/16D Singolare – Doppio                          | Marc Polmans Max Purcell 6(5)–7, 6–2, [12–10]                     | Nam Ji-sung Song Min-kyu                    | Christopher O'Connell Hong Seong-chan      | Kwon Soon-woo Christopher Eubanks John Millman Marc Polmans                                     |
| 17 ottobre | Ambato La Gran Ciudad Challenger Ambato, Ecuador Challenger 80 – 53 120 $ Terra rossa – 32S/24Q/16D Singolare – Doppio                  | Facundo Bagnis 7–6(7), 6–4                                        | João Lucas Reis da Silva                    | Juan Pablo Varillas Thiago Agustín Tirante | Nicolás Mejía Miljan Zekić Facundo Mena Santiago Fa Rodríguez Taverna                           |
| 17 ottobre | Ambato La Gran Ciudad Challenger Ambato, Ecuador Challenger 80 – 53 120 $ Terra rossa – 32S/24Q/16D Singolare – Doppio                  | Santiago Fa Rodríguez Taverna Thiago Agustín Tirante 7–6(11), 6–3 | Benjamin Lock Courtney John Lock            | Juan Pablo Varillas Thiago Agustín Tirante | Nicolás Mejía Miljan Zekić Facundo Mena Santiago Fa Rodríguez Taverna                           |
| 17 ottobre | Challenger Coquimbo II Coquimbo, Cile Challenger 80 – 53 120 $ Terra rossa – 32S/24Q/16D Singolare – Doppio                             | Juan Manuel Cerúndolo 6–3, 3–6, 6–4                               | Facundo Díaz Acosta                         | Timofej Skatov Franco Agamenone            | Federico Coria Marco Cecchinato Andrea Collarini Tomás Martín Etcheverry                        |
| 17 ottobre | Challenger Coquimbo II Coquimbo, Cile Challenger 80 – 53 120 $ Terra rossa – 32S/24Q/16D Singolare – Doppio                             | Franco Agamenone Hernán Casanova 6–3, 6–4                         | Karol Drzewiecki Jakub Paul                 | Timofej Skatov Franco Agamenone            | Federico Coria Marco Cecchinato Andrea Collarini Tomás Martín Etcheverry                        |
| 17 ottobre | Hamburg Challenger Amburgo, Germania Challenger 80 – 45 730 € Cemento (i) – 32S/24Q/16D Singolare – Doppio                              | Alexander Ritschard 7–5, 6–5 rit.                                 | Henri Laaksonen                             | Robin Haase Matteo Martineau               | Grégoire Barrère Julian Lenz Jonáš Forejtek Jelle Sels                                          |
| 17 ottobre | Hamburg Challenger Amburgo, Germania Challenger 80 – 45 730 € Cemento (i) – 32S/24Q/16D Singolare – Doppio                              | Treat Conrad Huey Max Schnur 7–6(6), 6–4                          | Dustin Brown Julian Lenz                    | Robin Haase Matteo Martineau               | Grégoire Barrère Julian Lenz Jonáš Forejtek Jelle Sels                                          |
| 17 ottobre | Vilnius Open Vilnius, Lituania Challenger 80 – 45 730 € Cemento (i) – 32S/24Q/16D Singolare – Doppio                                    | Mattia Bellucci 1–6, 6–3, 7–5                                     | Cem İlkel                                   | Viktor Durasovic Dan Added                 | Antoine Escoffier Zdeněk Kolář Laurent Lokoli Lukáš Klein                                       |
| 17 ottobre | Vilnius Open Vilnius, Lituania Challenger 80 – 45 730 € Cemento (i) – 32S/24Q/16D Singolare – Doppio                                    | Romain Arneodo Tristan-Samuel Weissborn 6–4, 5–7, [10–5]          | Dan Added Théo Arribagé                     | Viktor Durasovic Dan Added                 | Antoine Escoffier Zdeněk Kolář Laurent Lokoli Lukáš Klein                                       |
| 24 ottobre | Brest Challenger Brest, Francia Challenger 90 – 67 960 € Cemento (i) – 32S/24Q/16D Singolare – Doppio                                   | Grégoire Barrère 6–3, 6–3                                         | Luca Van Assche                             | Mathias Bourgue Evgenij Donskoj            | Jelle Sels Gilles Simon Manuel Guinard Geoffrey Blancaneaux                                     |
| 24 ottobre | Brest Challenger Brest, Francia Challenger 90 – 67 960 € Cemento (i) – 32S/24Q/16D Singolare – Doppio                                   | Viktor Durasovic Otto Virtanen 6–4, 6–4                           | Filip Bergevi Petros Tsitsipas              | Mathias Bourgue Evgenij Donskoj            | Jelle Sels Gilles Simon Manuel Guinard Geoffrey Blancaneaux                                     |
| 24 ottobre | Las Vegas Tennis Open Las Vegas, Stati Uniti Challenger 80 – 53 120 $ Cemento – 32S/24Q/16D Singolare – Doppio                          | Tennys Sandgren 7–5, 6–3                                          | Stefan Kozlov                               | Shang Juncheng Steve Johnson               | Ernesto Escobedo Brandon Holt Alexis Galarneau Juan Pablo Ficovich                              |
| 24 ottobre | Las Vegas Tennis Open Las Vegas, Stati Uniti Challenger 80 – 53 120 $ Cemento – 32S/24Q/16D Singolare – Doppio                          | Julian Cash Henry Patten 6–4, 7–6(1)                              | Constantin Frantzen Reese Stalder           | Shang Juncheng Steve Johnson               | Ernesto Escobedo Brandon Holt Alexis Galarneau Juan Pablo Ficovich                              |
| 24 ottobre | Lima Challenger II Lima, Perù Challenger 80 – 53 120 $ Terra rossa – 32S/24Q/16D Singolare – Doppio                                     | Daniel Altmaier 6–1, 6(4)–7, 6–4                                  | Tomás Martín Etcheverry                     | Federico Coria Román Andrés Burruchaga     | Giovanni Mpetshi Perricard Santiago Fa Rodríguez Taverna Nikola Milojević Felipe Meligeni Alves |
| 24 ottobre | Lima Challenger II Lima, Perù Challenger 80 – 53 120 $ Terra rossa – 32S/24Q/16D Singolare – Doppio                                     | Jesper de Jong Max Houkes 7–6(6), 3–6, [12–10]                    | Guido Andreozzi Guillermo Durán             | Federico Coria Román Andrés Burruchaga     | Giovanni Mpetshi Perricard Santiago Fa Rodríguez Taverna Nikola Milojević Felipe Meligeni Alves |
| 24 ottobre | Internazionali Tennis Val Gardena Südtirol Ortisei, Italia Challenger 80 – 45 730 € Cemento (i) – 32S/24Q/16D Singolare – Doppio        | Borna Gojo 7–6(4), 6–3                                            | Lukáš Klein                                 | Andrea Vavassori Flavio Cobolli            | Tomáš Macháč Luca Nardi Giulio Zeppieri Lukáš Rosol                                             |
| 24 ottobre | Internazionali Tennis Val Gardena Südtirol Ortisei, Italia Challenger 80 – 45 730 € Cemento (i) – 32S/24Q/16D Singolare – Doppio        | Denis Istomin Evgenij Karlovskij 6–3, 7–5                         | Marco Bortolotti Sergio Martos Gornés       | Andrea Vavassori Flavio Cobolli            | Tomáš Macháč Luca Nardi Giulio Zeppieri Lukáš Rosol                                             |
| 24 ottobre | City of Playford Tennis International Playford, Australia Challenger 80 – 53 120 $ Cemento – 32S/24Q/16D Singolare – Doppio             | Rinky Hijikata 6–1, 6–1                                           | Rio Noguchi                                 | Omar Jasika Max Purcell                    | Jordan Thompson Dayne Kelly Hsu Yu-hsiou James Duckworth                                        |
| 24 ottobre | City of Playford Tennis International Playford, Australia Challenger 80 – 53 120 $ Cemento – 32S/24Q/16D Singolare – Doppio             | Jeremy Beale Calum Puttergill 7–6(2), 6–4                         | Rio Noguchi Yusuke Takahashi                | Omar Jasika Max Purcell                    | Jordan Thompson Dayne Kelly Hsu Yu-hsiou James Duckworth                                        |
| 31 ottobre | Internazionali di Tennis di Bergamo Bergamo, Italia Challenger 80 – 45 730 € Cemento (i) – 32S/24Q/16D Singolare – Doppio               | Otto Virtanen 6–2, 7–5                                            | Jan-Lennard Struff                          | Jurij Rodionov Nuno Borges                 | Yannick Hanfmann Matteo Arnaldi Dominic Stricker Andrea Vavassori                               |
| 31 ottobre | Internazionali di Tennis di Bergamo Bergamo, Italia Challenger 80 – 45 730 € Cemento (i) – 32S/24Q/16D Singolare – Doppio               | Henri Squire Jan-Lennard Struff 6–4, 6(5)–7, [10–7]               | Jonathan Eysseric Albano Olivetti           | Jurij Rodionov Nuno Borges                 | Yannick Hanfmann Matteo Arnaldi Dominic Stricker Andrea Vavassori                               |
| 31 ottobre | Charlottesville Men's Pro Challenger Charlottesville, Stati Uniti Challenger 80 – 53 120 $ Cemento (i) – 32S/24Q/16D Singolare – Doppio | Ben Shelton 7–6(4), 7–5                                           | Christopher Eubanks                         | Emilio Nava Paul Jubb                      | Denis Kudla Shang Juncheng Lucas Gerch Iñaki Montes de la Torre                                 |
| 31 ottobre | Charlottesville Men's Pro Challenger Charlottesville, Stati Uniti Challenger 80 – 53 120 $ Cemento (i) – 32S/24Q/16D Singolare – Doppio | Julian Cash Henry Patten 6–2, 6–4                                 | Alex Lawson Artem Sitak                     | Emilio Nava Paul Jubb                      | Denis Kudla Shang Juncheng Lucas Gerch Iñaki Montes de la Torre                                 |
| 31 ottobre | Challenger Ciudad de Guayaquil Guayaquil, Ecuador Challenger 80 – 53 120 $ Terra rossa – 32S/24Q/16D Singolare – Doppio                 | Daniel Altmaier 6–2, 6–4                                          | Federico Coria                              | Juan Pablo Varillas Marco Cecchinato       | Matheus Pucinelli de Almeida Nicolás Kicker Jesper de Jong Jan Choinski                         |
| 31 ottobre | Challenger Ciudad de Guayaquil Guayaquil, Ecuador Challenger 80 – 53 120 $ Terra rossa – 32S/24Q/16D Singolare – Doppio                 | Guido Andreozzi Guillermo Durán 6–0, 6–4                          | Facundo Díaz Acosta Luis David Martínez     | Juan Pablo Varillas Marco Cecchinato       | Matheus Pucinelli de Almeida Nicolás Kicker Jesper de Jong Jan Choinski                         |
| 31 ottobre | NSW Open Sydney, Australia Challenger 80 – 53 120 $ Cemento – 32S/24Q/16D Singolare – Doppio                                            | Hsu Yu-hsiou 6–4, 7–6(5)                                          | Marc Polmans                                | Max Purcell Marek Gengel                   | Tristan Schoolkate James McCabe Adam Walton Mark Whitehouse                                     |
| 31 ottobre | NSW Open Sydney, Australia Challenger 80 – 53 120 $ Cemento – 32S/24Q/16D Singolare – Doppio                                            | Blake Ellis Tristan Schoolkate 4–6, 7–5, [11–9]                   | Ajeet Rai Yuta Shimizu                      | Max Purcell Marek Gengel                   | Tristan Schoolkate James McCabe Adam Walton Mark Whitehouse                                     |
| 31 ottobre | Keio Challenger Yokohama, Giappone Challenger 80 – 53 120 $ Cemento – 32S/24Q/16D Singolare – Doppio                                    | Christopher O'Connell 6–1, 6(5)–7, 6–3                            | Yosuke Watanuki                             | Sho Shimabukuro Nino Serdarušić            | Wu Tung-lin Damir Džumhur Kaichi Uchida John Millman                                            |
| 31 ottobre | Keio Challenger Yokohama, Giappone Challenger 80 – 53 120 $ Cemento – 32S/24Q/16D Singolare – Doppio                                    | Victor Vlad Cornea Ruben Gonzales 7–5, 6–3                        | Tomoya Fujiwara Masamichi Imamura           | Sho Shimabukuro Nino Serdarušić            | Wu Tung-lin Damir Džumhur Kaichi Uchida John Millman                                            |

### Novembre
| Settimana   | Torneo | Campione                                             | Finalista                                      | Semifinalisti                             | Eliminati ai quarti                                                                 |
| ----------- | --- | ---------------------------------------------------- | ---------------------------------------------- | ----------------------------------------- | ----------------------------------------------------------------------------------- |
| 7 novembre  | Open International de tennis de Roanne Roanne, Francia Challenger 100 – 90 280 € Cemento (i) – 32S/24Q/16D Singolare – Doppio     | Hugo Gaston 6(6)–7, 7–5, 6–1                         | Henri Laaksonen                                | Alexei Popyrin Otto Virtanen              | Arthur Fils Luca Van Assche Pavel Kotov Nikoloz Basilašvili                         |
| 7 novembre  | Open International de tennis de Roanne Roanne, Francia Challenger 100 – 90 280 € Cemento (i) – 32S/24Q/16D Singolare – Doppio     | Sadio Doumbia Fabien Reboul 7–6(5), 6–4              | Dustin Brown Szymon Walków                     | Alexei Popyrin Otto Virtanen              | Arthur Fils Luca Van Assche Pavel Kotov Nikoloz Basilašvili                         |
| 7 novembre  | Slovak Open Bratislava, Slovacchia Challenger 90 – 67 960 € Cemento (i) – 32S/24Q/16D Singolare – Doppio                          | Márton Fucsovics 6–2, 6–4                            | Fábián Marozsán                                | Cem İlkel Tomáš Macháč                    | Tim van Rijthoven Norbert Gombos Lukáš Klein Maximilian Marterer                    |
| 7 novembre  | Slovak Open Bratislava, Slovacchia Challenger 90 – 67 960 € Cemento (i) – 32S/24Q/16D Singolare – Doppio                          | Denys Molčanov Oleksandr Nedovjesov 4–6, 6–4, [10–6] | Petr Nouza Andrew Paulson                      | Cem İlkel Tomáš Macháč                    | Tim van Rijthoven Norbert Gombos Lukáš Klein Maximilian Marterer                    |
| 7 novembre  | Calgary Challenger Calgary, Canada Challenger 80 – 53 120 $ Cemento (i) – 32S/24Q/16D Singolare – Doppio                          | Dominik Koepfer 6–2, 6–4                             | Aleksandar Vukic                               | Gabriel Diallo Maks Kaśnikowski           | Harold Mayot Antoine Escoffier Alexis Galarneau Vasek Pospisil                      |
| 7 novembre  | Calgary Challenger Calgary, Canada Challenger 80 – 53 120 $ Cemento (i) – 32S/24Q/16D Singolare – Doppio                          | Maximilian Neuchrist Michail Pervolarakis 6–4, 6–4   | Julian Ocleppo Kai Wehnelt                     | Gabriel Diallo Maks Kaśnikowski           | Harold Mayot Antoine Escoffier Alexis Galarneau Vasek Pospisil                      |
| 7 novembre  | Knoxville Challenger Knoxville, Stati Uniti Challenger 80 – 53 120 $ Cemento (i) – 32S/24Q/16D Singolare – Doppio                 | Ben Shelton 6–3, 1–6, 7–6(4)                         | Christopher Eubanks                            | Michael Mmoh Enzo Couacaud                | Tennys Sandgren Lucas Gerch Aleksandar Kovacevic Stefan Kozlov                      |
| 7 novembre  | Knoxville Challenger Knoxville, Stati Uniti Challenger 80 – 53 120 $ Cemento (i) – 32S/24Q/16D Singolare – Doppio                 | Hunter Reese Tennys Sandgren 6(4)–7, 7–6(3), [10–5]  | Martin Damm Mitchell Krueger                   | Michael Mmoh Enzo Couacaud                | Tennys Sandgren Lucas Gerch Aleksandar Kovacevic Stefan Kozlov                      |
| 7 novembre  | Ehime International Open Matsuyama, Giappone Challenger 80 – 53 120 $ Cemento – 32S/24Q/16D Singolare – Doppio                    | Hong Seong-chan 6–3, 6–2                             | Wu Tung-lin                                    | Lý Hoàng Nam Shintaro Mochizuki           | Hsu Yu-hsiou Kaichi Uchida David Ionel Jason Jung                                   |
| 7 novembre  | Ehime International Open Matsuyama, Giappone Challenger 80 – 53 120 $ Cemento – 32S/24Q/16D Singolare – Doppio                    | Andrew Harris John-Patrick Smith 6–3, 4–6, [10–8]    | Toshihide Matsui Kaito Uesugi                  | Lý Hoàng Nam Shintaro Mochizuki           | Hsu Yu-hsiou Kaichi Uchida David Ionel Jason Jung                                   |
| 7 novembre  | Uruguay Open Montevideo, Uruguay Challenger 80 – 53 120 $ Terra rossa – 32S/24Q/16D Singolare – Doppio                            | Genaro Alberto Olivieri 6(3)–7, 7–6(5), 6–3          | Tomás Martín Etcheverry                        | Franco Agamenone Daniel Altmaier          | Marco Trungelliti Facundo Bagnis Nicolás Kicker Facundo Díaz Acosta                 |
| 7 novembre  | Uruguay Open Montevideo, Uruguay Challenger 80 – 53 120 $ Terra rossa – 32S/24Q/16D Singolare – Doppio                            | Karol Drzewiecki Piotr Matuszewski 6–4, 6–4          | Facundo Díaz Acosta Luis David Martínez        | Franco Agamenone Daniel Altmaier          | Marco Trungelliti Facundo Bagnis Nicolás Kicker Facundo Díaz Acosta                 |
| 14 novembre | Tali Open Helsinki, Finlandia Challenger 90 – 67 960 € Cemento (i) – 32S/24Q/16D Singolare – Doppio                               | Leandro Riedi 6–3, 6–1                               | Tomáš Macháč                                   | Jelle Sels Yannick Hanfmann               | Dimitar Kuzmanov Adrian Andreev Zizou Bergs Michail Kukuškin                        |
| 14 novembre | Tali Open Helsinki, Finlandia Challenger 90 – 67 960 € Cemento (i) – 32S/24Q/16D Singolare – Doppio                               | Purav Raja Divij Sharan 6(5)–7, 6–3, [10–8]          | Reese Stalder Petros Tsitsipas                 | Jelle Sels Yannick Hanfmann               | Dimitar Kuzmanov Adrian Andreev Zizou Bergs Michail Kukuškin                        |
| 14 novembre | Champaign-Urbana Challenger Urbana, Stati Uniti Challenger 80 – 53 120 $ Cemento (i) – 32S/24Q/16D Singolare – Doppio             | Ben Shelton 0–6, 6–3, 6–2                            | Aleksandar Vukic                               | Christopher Eubanks Aleksandar Kovacevic  | Nicolás Álvarez Varona Evan Zhu Prajnesh Gunneswaran Steve Johnson                  |
| 14 novembre | Champaign-Urbana Challenger Urbana, Stati Uniti Challenger 80 – 53 120 $ Cemento (i) – 32S/24Q/16D Singolare – Doppio             | Robert Galloway Hans Hach Verdugo 3–6, 6–3, [10–5]   | Ezekiel Clark Alfredo Perez                    | Christopher Eubanks Aleksandar Kovacevic  | Nicolás Álvarez Varona Evan Zhu Prajnesh Gunneswaran Steve Johnson                  |
| 14 novembre | Challenger de Drummondville Drummondville, Canada Challenger 80 – 53 120 $ Cemento (i) – 32S/24Q/16D Singolare – Doppio           | Vasek Pospisil 7–6(5), 4–6, 6–4                      | Michael Mmoh                                   | Antoine Escoffier Michael Geerts          | Aziz Dougaz Harold Mayot Alexis Galarneau Charles Broom                             |
| 14 novembre | Challenger de Drummondville Drummondville, Canada Challenger 80 – 53 120 $ Cemento (i) – 32S/24Q/16D Singolare – Doppio           | Julian Cash Henry Patten 6–3, 6–3                    | Arthur Fery Giles Hussey                       | Antoine Escoffier Michael Geerts          | Aziz Dougaz Harold Mayot Alexis Galarneau Charles Broom                             |
| 14 novembre | Kobe Challenger Kōbe, Giappone Challenger 80 – 53 120 $ Cemento (i) – 32S/24Q/16D Singolare – Doppio                              | Yosuke Watanuki 6(3)–7, 7–5, 6–4                     | Frederico Ferreira Silva                       | Christopher O'Connell Nino Serdarušić     | Marc Polmans Ramkumar Ramanathan Shinji Hazawa John Millman                         |
| 14 novembre | Kobe Challenger Kōbe, Giappone Challenger 80 – 53 120 $ Cemento (i) – 32S/24Q/16D Singolare – Doppio                              | Shinji Hazawa Yuta Shimizu 6–4, 6–4                  | Andrew Harris John-Patrick Smith               | Christopher O'Connell Nino Serdarušić     | Marc Polmans Ramkumar Ramanathan Shinji Hazawa John Millman                         |
| 14 novembre | São Léo Open Rio de Janeiro, Brasile Challenger 80 – 53 120 $ Terra rossa – 32S/24Q/16D Singolare – Doppio                        | Juan Pablo Varillas 7–6(5), 4–6, 6–4                 | Facundo Bagnis                                 | Felipe Meligeni Alves Thiago Seyboth Wild | João Fonseca Román Andrés Burruchaga João Lucas Reis da Silva Daniel Dutra da Silva |
| 14 novembre | São Léo Open Rio de Janeiro, Brasile Challenger 80 – 53 120 $ Terra rossa – 32S/24Q/16D Singolare – Doppio                        | Guido Andreozzi Guillermo Durán 5–1 rit.             | Felipe Meligeni Alves João Lucas Reis da Silva | Felipe Meligeni Alves Thiago Seyboth Wild | João Fonseca Román Andrés Burruchaga João Lucas Reis da Silva Daniel Dutra da Silva |
| 21 novembre | Challenger Temuco Temuco, Cile Challenger 100 – 106 240 $ Cemento – 32S/24Q/16D Singolare – Doppio                                | Guido Andreozzi 4–6, 6–4, 6–2                        | Nicolás Kicker                                 | Nicolás Mejía Emilio Gómez                | Facundo Bagnis Nick Hardt Juan Bautista Otegui Renzo Olivo                          |
| 21 novembre | Challenger Temuco Temuco, Cile Challenger 100 – 106 240 $ Cemento – 32S/24Q/16D Singolare – Doppio                                | Guido Andreozzi Guillermo Durán 6–4, 6–2             | Luis David Martínez Jeevan Nedunchezhiyan      | Nicolás Mejía Emilio Gómez                | Facundo Bagnis Nick Hardt Juan Bautista Otegui Renzo Olivo                          |
| 21 novembre | Copa Faulcombridge Open Ciudad de València Valencia, Spagna Challenger 90 – 67 960 € Terra rossa – 32S/24Q/16D Singolare – Doppio | Oleksii Krutykh 6–2, 6–0                             | Luca Van Assche                                | Nikola Milojević Pablo Llamas Ruiz        | Adrian Andreev Andrea Pellegrino Carlos López Montagud Javier Barranco Cosano       |
| 21 novembre | Copa Faulcombridge Open Ciudad de València Valencia, Spagna Challenger 90 – 67 960 € Terra rossa – 32S/24Q/16D Singolare – Doppio | Oleksii Krutykh Oriol Roca Batalla 6–3, 7–6(3)       | Ivan Sabanov Matej Sabanov                     | Nikola Milojević Pablo Llamas Ruiz        | Adrian Andreev Andrea Pellegrino Carlos López Montagud Javier Barranco Cosano       |
| 21 novembre | Internazionali di Tennis Castel del Monte Andria, Italia Challenger 80 – 45 730 € Cemento (i) – 32S/24Q/16D Singolare – Doppio    | Leandro Riedi 7–6(4), 6–3                            | Michail Kukuškin                               | Márton Fucsovics Vitaliy Sachko           | Stefano Travaglia Jurij Rodionov Tomáš Macháč Evgenij Karlovskij                    |
| 21 novembre | Internazionali di Tennis Castel del Monte Andria, Italia Challenger 80 – 45 730 € Cemento (i) – 32S/24Q/16D Singolare – Doppio    | Julian Cash Henry Patten 6(3)–7, 6–4, [10–4]         | Francesco Forti Marcello Serafini              | Márton Fucsovics Vitaliy Sachko           | Stefano Travaglia Jurij Rodionov Tomáš Macháč Evgenij Karlovskij                    |
| 21 novembre | Yokkaichi Challenger Yokkaichi, Giappone Challenger 80 – 53 120 $ Cemento – 32S/24Q/16D Singolare – Doppio                        | Yosuke Watanuki 6–2, 6–2                             | Frederico Ferreira Silva                       | Kaichi Uchida James Duckworth             | Sho Shimabukuro Colin Sinclair Chung Yun-seong David Ionel                          |
| 21 novembre | Yokkaichi Challenger Yokkaichi, Giappone Challenger 80 – 53 120 $ Cemento – 32S/24Q/16D Singolare – Doppio                        | Hsu Yu-hsiou Yuta Shimizu 7–6(2), 6–4                | Masamichi Imamura Rio Noguchi                  | Kaichi Uchida James Duckworth             | Sho Shimabukuro Colin Sinclair Chung Yun-seong David Ionel                          |
| 28 novembre | Maia Challenger Maia, Portogallo Challenger 80 – 45 730 € Terra rossa (i) – 32S/24Q/16D Singolare – Doppio                        | Luca Van Assche 3–6, 6–4, 6–0                        | Maximilian Neuchrist                           | Nuno Borges Aleksandar Vukic              | Riccardo Bonadio Jan Choinski Ivan Gakhov Jurij Rodionov                            |
| 28 novembre | Maia Challenger Maia, Portogallo Challenger 80 – 45 730 € Terra rossa (i) – 32S/24Q/16D Singolare – Doppio                        | Julian Cash Henry Patten 6–3, 3–6, [10–8]            | Nuno Borges Francisco Cabral                   | Nuno Borges Aleksandar Vukic              | Riccardo Bonadio Jan Choinski Ivan Gakhov Jurij Rodionov                            |
| 28 novembre | Maspalomas Challenger Maspalomas, Spagna Challenger 80 – 45 730 € Terra rossa – 32S/24Q/16D Singolare – Doppio                    | Dušan Lajović 6–1, 6–4                               | Steven Diez                                    | Pablo Llamas Ruiz Oriol Roca Batalla      | Adrian Andreev Lorenzo Giustino Vít Kopřiva Gian Marco Moroni                       |
| 28 novembre | Maspalomas Challenger Maspalomas, Spagna Challenger 80 – 45 730 € Terra rossa – 32S/24Q/16D Singolare – Doppio                    | Evan King Reese Stalder 6–3, 5–7, [11–9]             | Marco Bortolotti Sergio Martos Gornés          | Pablo Llamas Ruiz Oriol Roca Batalla      | Adrian Andreev Lorenzo Giustino Vít Kopřiva Gian Marco Moroni                       |

## Assegnazione dei punti
I punti per il ranking ATP sono stati assegnati come dalla seguente tabella:
- NB: aggiornato secondo il 2022 ATP Official Rulebook

| Categoria del torneo | Singolare | Singolare | Singolare | Singolare | Singolare | Singolare | Singolare | Singolare | Doppio | Doppio | Doppio | Doppio | Doppio |
| Categoria del torneo | V         | F         | SF        | QF        | R16       | R32       | Q         | Q2        | V      | F      | SF     | QF     | R16    |
| -------------------- | --------- | --------- | --------- | --------- | --------- | --------- | --------- | --------- | ------ | ------ | ------ | ------ | ------ |
| Challenger 125       | 125       | 75        | 45        | 25        | 11        | 0         | 5         | 2         | 125    | 75     | 45     | 25     | 0      |
| Challenger 110       | 110       | 65        | 40        | 22        | 10        | 0         | 5         | 2         | 110    | 65     | 40     | 22     | 0      |
| Challenger 100       | 100       | 60        | 36        | 20        | 9         | 0         | 5         | 2         | 100    | 60     | 36     | 20     | 0      |
| Challenger 90        | 90        | 55        | 33        | 18        | 8         | 0         | 5         | 2         | 90     | 55     | 33     | 18     | 0      |
| Challenger 80        | 80        | 50        | 30        | 16        | 7         | 0         | 4         | 2         | 80     | 50     | 30     | 16     | 0      |
| Challenger 50        | 50        | 30        | 17        | 9         | 4         | 0         | 3         | 1         | 50     | 30     | 17     | 9      | 0      |

## Statistiche
Aggiornate al 4 dicembre.

### Titoli vinti per giocatore
| Titoli | Giocatore                     | Singolare | Doppio |
| ------ | ----------------------------- | --------- | ------ |
| 10     | Julian Cash                   | 0         | 10     |
| 10     | Henry Patten                  | 0         | 10     |
| 9      | Guillermo Durán               | 0         | 9      |
| 8      | Guido Andreozzi               | 1         | 7      |
| 7      | Albano Olivetti               | 0         | 7      |
| 6      | Nicolás Barrientos            | 0         | 6      |
| 6      | Saketh Myneni                 | 0         | 6      |
| 6      | Miguel Ángel Reyes Varela     | 0         | 6      |
| 6      | Cristian Rodríguez            | 0         | 6      |
| 5      | Yuki Bhambri                  | 0         | 5      |
| 5      | Alexander Erler               | 0         | 5      |
| 5      | Diego Hidalgo                 | 0         | 5      |
| 5      | David Pel                     | 0         | 5      |
| 5      | Andrea Vavassori              | 0         | 5      |
| 5      | Sadio Doumbia                 | 0         | 5      |
| 5      | Fabien Reboul                 | 0         | 5      |
| 4      | Pedro Cachín                  | 4         | 0      |
| 4      | Jack Draper                   | 4         | 0      |
| 4      | Quentin Halys                 | 3         | 1      |
| 4      | Nuno Borges                   | 1         | 3      |
| 4      | Francisco Cabral              | 0         | 4      |
| 4      | Lucas Miedler                 | 0         | 4      |
| 4      | Dustin Brown                  | 0         | 4      |
| 4      | Zdeněk Kolář                  | 0         | 4      |
| 4      | Robin Haase                   | 0         | 4      |
| 4      | Victor Vlad Cornea            | 0         | 4      |
| 3      | Daniel Altmaier               | 3         | 0      |
| 3      | Constant Lestienne            | 3         | 0      |
| 3      | Luca Nardi                    | 3         | 0      |
| 3      | Ben Shelton                   | 3         | 0      |
| 3      | Wu Yibing                     | 3         | 0      |
| 3      | Francisco Comesaña            | 2         | 1      |
| 3      | Oleksii Krutykh               | 2         | 1      |
| 3      | Leandro Riedi                 | 2         | 1      |
| 3      | Franco Agamenone              | 1         | 2      |
| 3      | Manuel Guinard                | 1         | 2      |
| 3      | Santiago Fa Rodríguez Taverna | 1         | 2      |
| 3      | Tennys Sandgren               | 1         | 2      |
| 3      | Jan-Lennard Struff            | 1         | 2      |
| 3      | Ruben Bemelmans               | 0         | 3      |
| 3      | Daniel Masur                  | 0         | 3      |
| 3      | David Vega Hernández          | 0         | 3      |
| 3      | Luciano Darderi               | 0         | 3      |
| 3      | Adam Pavlásek                 | 0         | 3      |
| 3      | Marco Bortolotti              | 0         | 3      |
| 3      | Szymon Walków                 | 0         | 3      |
| 3      | Philipp Oswald                | 0         | 3      |
| 3      | Jonathan Eysseric             | 0         | 3      |
| 3      | Nathaniel Lammons             | 0         | 3      |
| 3      | Jackson Withrow               | 0         | 3      |
| 3      | Sander Arends                 | 0         | 3      |
| 3      | Dan Added                     | 0         | 3      |
| 3      | Hernán Casanova               | 0         | 3      |
| 3      | Ruben Gonzales                | 0         | 3      |
| 3      | Treat Conrad Huey             | 0         | 3      |
| 3      | Jesper de Jong                | 0         | 3      |
| 3      | Hunter Reese                  | 0         | 3      |
| 3      | Andrew Harris                 | 0         | 3      |
| 3      | Hans Hach Verdugo             | 0         | 3      |
| 3      | Oriol Roca Batalla            | 0         | 3      |
| 3      | Yuta Shimizu                  | 0         | 3      |
| 2      | Tseng Chun-hsin               | 2         | 0      |
| 2      | Gastão Elias                  | 2         | 0      |
| 2      | Daniel Elahi Galán            | 2         | 0      |
| 2      | Marc-Andrea Hüsler            | 2         | 0      |
| 2      | Jurij Rodionov                | 2         | 0      |
| 2      | Benjamin Bonzi                | 2         | 0      |
| 2      | Jaume Munar                   | 2         | 0      |
| 2      | Dominic Stricker              | 2         | 0      |
| 2      | Emilio Gómez                  | 2         | 0      |
| 2      | Pavel Kotov                   | 2         | 0      |
| 2      | Camilo Ugo Carabelli          | 2         | 0      |
| 2      | Roman Safiullin               | 2         | 0      |
| 2      | Tomáš Macháč                  | 2         | 0      |
| 2      | Roberto Carballés Baena       | 2         | 0      |
| 2      | Hugo Grenier                  | 2         | 0      |
| 2      | Corentin Moutet               | 2         | 0      |
| 2      | Thiago Monteiro               | 2         | 0      |
| 2      | Jordan Thompson               | 2         | 0      |
| 2      | Zsombor Piros                 | 2         | 0      |
| 2      | Lukáš Klein                   | 2         | 0      |
| 2      | Marco Cecchinato              | 2         | 0      |
| 2      | Michael Mmoh                  | 2         | 0      |
| 2      | Mattia Bellucci               | 2         | 0      |
| 2      | Facundo Bagnis                | 2         | 0      |
| 2      | Juan Manuel Cerúndolo         | 2         | 0      |
| 2      | Grégoire Barrère              | 2         | 0      |
| 2      | Christopher O'Connell         | 2         | 0      |
| 2      | Vasek Pospisil                | 2         | 0      |
| 2      | Yosuke Watanuki               | 2         | 0      |
| 2      | Denis Kudla                   | 1         | 1      |
| 2      | Antoine Bellier               | 1         | 1      |
| 2      | Alexandre Müller              | 1         | 1      |
| 2      | Altuğ Çelikbilek              | 1         | 1      |
| 2      | Felipe Meligeni Alves         | 1         | 1      |
| 2      | Facundo Mena                  | 1         | 1      |
| 2      | Facundo Díaz Acosta           | 1         | 1      |
| 2      | Vít Kopřiva                   | 1         | 1      |
| 2      | Valentin Vacherot             | 1         | 1      |
| 2      | Kaichi Uchida                 | 1         | 1      |
| 2      | Wu Tung-lin                   | 1         | 1      |
| 2      | Otto Virtanen                 | 1         | 1      |
| 2      | Hsu Yu-hsiou                  | 1         | 1      |
| 2      | Fabian Fallert                | 0         | 2      |
| 2      | Arjun Kadhe                   | 0         | 2      |
| 2      | Bart Stevens                  | 0         | 2      |
| 2      | Igor Zelenay                  | 0         | 2      |
| 2      | Christian Harrison            | 0         | 2      |
| 2      | Sriram Balaji                 | 0         | 2      |
| 2      | Jeevan Nedunchezhiyan         | 0         | 2      |
| 2      | Fernando Romboli              | 0         | 2      |
| 2      | Conner Huertas Del Pino       | 0         | 2      |
| 2      | Adrián Menéndez Maceiras      | 0         | 2      |
| 2      | Íñigo Cervantes               | 0         | 2      |
| 2      | Nicolás Mejía                 | 0         | 2      |
| 2      | Geoffrey Blancaneaux          | 0         | 2      |
| 2      | Renzo Olivo                   | 0         | 2      |
| 2      | Sem Verbeek                   | 0         | 2      |
| 2      | Luis David Martínez           | 0         | 2      |
| 2      | André Göransson               | 0         | 2      |
| 2      | Ben McLachlan                 | 0         | 2      |
| 2      | Vladyslav Manafov             | 0         | 2      |
| 2      | Oleg Prihodko                 | 0         | 2      |
| 2      | Malek Jaziri                  | 0         | 2      |
| 2      | Chung Yun-seong               | 0         | 2      |
| 2      | Boris Arias                   | 0         | 2      |
| 2      | Federico Zeballos             | 0         | 2      |
| 2      | Michael Geerts                | 0         | 2      |
| 2      | Patrik Niklas-Salminen        | 0         | 2      |
| 2      | Max Schnur                    | 0         | 2      |
| 2      | Romain Arneodo                | 0         | 2      |
| 2      | Viktor Durasovic              | 0         | 2      |
| 2      | Evgenij Karlovskij            | 0         | 2      |
| 2      | Michail Pervolarakis          | 0         | 2      |
| 2      | Purav Raja                    | 0         | 2      |
| 2      | Divij Sharan                  | 0         | 2      |
| 2      | Robert Galloway               | 0         | 2      |
| 2      | Evan King                     | 0         | 2      |
| 2      | Reese Stalder                 | 0         | 2      |
| 1      | Ernesto Escobedo              | 1         | 0      |
| 1      | Igor Marcondes                | 1         | 0      |
| 1      | Francisco Cerúndolo           | 1         | 0      |
| 1      | Yoshihito Nishioka            | 1         | 0      |
| 1      | Aleksandar Vukic              | 1         | 0      |
| 1      | Mats Moraing                  | 1         | 0      |
| 1      | Gianluca Mager                | 1         | 0      |
| 1      | Fernando Verdasco             | 1         | 0      |
| 1      | Hugo Dellien                  | 1         | 0      |
| 1      | Carlos Taberner               | 1         | 0      |
| 1      | Tomás Martín Etcheverry       | 1         | 0      |
| 1      | Flavio Cobolli                | 1         | 0      |
| 1      | Paul Jubb                     | 1         | 0      |
| 1      | Holger Rune                   | 1         | 0      |
| 1      | Sebastian Ofner               | 1         | 0      |
| 1      | Evan Furness                  | 1         | 0      |
| 1      | Jack Sock                     | 1         | 0      |
| 1      | Jay Clarke                    | 1         | 0      |
| 1      | João Domingues                | 1         | 0      |
| 1      | Alexei Popyrin                | 1         | 0      |
| 1      | Filip Misolic                 | 1         | 0      |
| 1      | Emilio Nava                   | 1         | 0      |
| 1      | Sergey Fomin                  | 1         | 0      |
| 1      | Matteo Arnaldi                | 1         | 0      |
| 1      | Andrea Pellegrino             | 1         | 0      |
| 1      | Arthur Rinderknech            | 1         | 0      |
| 1      | Lorenzo Musetti               | 1         | 0      |
| 1      | Jason Kubler                  | 1         | 0      |
| 1      | Daniel Evans                  | 1         | 0      |
| 1      | Aleksandr Ševčenko            | 1         | 0      |
| 1      | Zizou Bergs                   | 1         | 0      |
| 1      | Borna Ćorić                   | 1         | 0      |
| 1      | Federico Coria                | 1         | 0      |
| 1      | Hamad Međedović               | 1         | 0      |
| 1      | Juan Bautista Torres          | 1         | 0      |
| 1      | Juan Pablo Ficovich           | 1         | 0      |
| 1      | Tallon Griekspoor             | 1         | 0      |
| 1      | Francesco Maestrelli          | 1         | 0      |
| 1      | Francesco Passaro             | 1         | 0      |
| 1      | Raul Brancaccio               | 1         | 0      |
| 1      | Zhang Zhizhen                 | 1         | 0      |
| 1      | Jiří Lehečka                  | 1         | 0      |
| 1      | Shang Juncheng                | 1         | 0      |
| 1      | Bernabé Zapata Miralles       | 1         | 0      |
| 1      | Fábián Marozsán               | 1         | 0      |
| 1      | Gabriel Diallo                | 1         | 0      |
| 1      | Cedrik-Marcel Stebe           | 1         | 0      |
| 1      | Kimmer Coppejans              | 1         | 0      |
| 1      | Arthur Cazaux                 | 1         | 0      |
| 1      | Jozef Kovalík                 | 1         | 0      |
| 1      | Stuart Parker                 | 1         | 0      |
| 1      | Ugo Humbert                   | 1         | 0      |
| 1      | Radu Albot                    | 1         | 0      |
| 1      | Nerman Fatić                  | 1         | 0      |
| 1      | Nicolás Kicker                | 1         | 0      |
| 1      | Zachary Svajda                | 1         | 0      |
| 1      | Jelle Sels                    | 1         | 0      |
| 1      | Timofej Skatov                | 1         | 0      |
| 1      | Nicolas Moreno de Alboran     | 1         | 0      |
| 1      | Jan Choinski                  | 1         | 0      |
| 1      | Li Tu                         | 1         | 0      |
| 1      | Alexander Ritschard           | 1         | 0      |
| 1      | Kamil Majchrzak               | 1         | 0      |
| 1      | Borna Gojo                    | 1         | 0      |
| 1      | Rinky Hijikata                | 1         | 0      |
| 1      | Hugo Gaston                   | 1         | 0      |
| 1      | Márton Fucsovics              | 1         | 0      |
| 1      | Dominik Koepfer               | 1         | 0      |
| 1      | Hong Seong-chan               | 1         | 0      |
| 1      | Genaro Alberto Olivieri       | 1         | 0      |
| 1      | Juan Pablo Varillas           | 1         | 0      |
| 1      | Luca Van Assche               | 1         | 0      |
| 1      | Dušan Lajović                 | 1         | 0      |
| 1      | Mats Rosenkranz               | 0         | 1      |
| 1      | Mikael Torpegaard             | 0         | 1      |
| 1      | William Blumberg              | 0         | 1      |
| 1      | Ramkumar Ramanathan           | 0         | 1      |
| 1      | Vitaliy Sachko                | 0         | 1      |
| 1      | Hugo Nys                      | 0         | 1      |
| 1      | Jan Zieliński                 | 0         | 1      |
| 1      | Austin Krajicek               | 0         | 1      |
| 1      | Andrea Collarini              | 0         | 1      |
| 1      | Pierre-Hugues Herbert         | 0         | 1      |
| 1      | Roman Jebavý                  | 0         | 1      |
| 1      | Nicolás Jarry                 | 0         | 1      |
| 1      | Matheus Pucinelli de Almeida  | 0         | 1      |
| 1      | Evgenii Tiurnev               | 0         | 1      |
| 1      | Gijs Brouwer                  | 0         | 1      |
| 1      | JC Aragone                    | 0         | 1      |
| 1      | Titouan Droguet               | 0         | 1      |
| 1      | Kyrian Jacquet                | 0         | 1      |
| 1      | Rafael Matos                  | 0         | 1      |
| 1      | Gabriel Décamps               | 0         | 1      |
| 1      | Sanjar Fayziev                | 0         | 1      |
| 1      | Markos Kalovelonis            | 0         | 1      |
| 1      | Jonny O'Mara                  | 0         | 1      |
| 1      | Ken Skupski                   | 0         | 1      |
| 1      | Arklon Huertas Del Pino       | 0         | 1      |
| 1      | Dmitrij Popko                 | 0         | 1      |
| 1      | Marcelo Demoliner             | 0         | 1      |
| 1      | Andrés Urrea                  | 0         | 1      |
| 1      | Enzo Couacaud                 | 0         | 1      |
| 1      | Nam Ji-sung                   | 0         | 1      |
| 1      | Song Min-kyu                  | 0         | 1      |
| 1      | Nicolás Álvarez Varona        | 0         | 1      |
| 1      | Iñaki Montes de la Torre      | 0         | 1      |
| 1      | Billy Harris                  | 0         | 1      |
| 1      | Kelsey Stevenson              | 0         | 1      |
| 1      | Neil Oberleitner              | 0         | 1      |
| 1      | Sergio Martos Gornés          | 0         | 1      |
| 1      | Ignacio Carou                 | 0         | 1      |
| 1      | Andrew Paulson                | 0         | 1      |
| 1      | Evgenij Donskoj               | 0         | 1      |
| 1      | Alibek Kachmazov              | 0         | 1      |
| 1      | Maxime Janvier                | 0         | 1      |
| 1      | Benjamin Lock                 | 0         | 1      |
| 1      | Román Andrés Burruchaga       | 0         | 1      |
| 1      | Joran Vliegen                 | 0         | 1      |
| 1      | Ajeet Rai                     | 0         | 1      |
| 1      | Jaroslav Pospíšil             | 0         | 1      |
| 1      | Ivan Sabanov                  | 0         | 1      |
| 1      | Matej Sabanov                 | 0         | 1      |
| 1      | Nicolas Mahut                 | 0         | 1      |
| 1      | Édouard Roger-Vasselin        | 0         | 1      |
| 1      | Gonçalo Oliveira              | 0         | 1      |
| 1      | Tomislav Brkić                | 0         | 1      |
| 1      | Nikola Ćaćić                  | 0         | 1      |
| 1      | Marc Polmans                  | 0         | 1      |
| 1      | Max Purcell                   | 0         | 1      |
| 1      | Thiago Agustín Tirante        | 0         | 1      |
| 1      | Tristan-Samuel Weissborn      | 0         | 1      |
| 1      | Jeremy Beale                  | 0         | 1      |
| 1      | Calum Puttergill              | 0         | 1      |
| 1      | Max Houkes                    | 0         | 1      |
| 1      | Denis Istomin                 | 0         | 1      |
| 1      | Blake Ellis                   | 0         | 1      |
| 1      | Tristan Schoolkate            | 0         | 1      |
| 1      | Henri Squire                  | 0         | 1      |
| 1      | Denys Molčanov                | 0         | 1      |
| 1      | Oleksandr Nedovjesov          | 0         | 1      |
| 1      | Maximilian Neuchrist          | 0         | 1      |
| 1      | John-Patrick Smith            | 0         | 1      |
| 1      | Karol Drzewiecki              | 0         | 1      |
| 1      | Piotr Matuszewski             | 0         | 1      |
| 1      | Shinji Hazawa                 | 0         | 1      |

### Titoli vinti per nazione
| Titoli | Nazione              | Singolare | Doppio |
| ------ | -------------------- | --------- | ------ |
| 46     | Francia              | 22        | 24     |
| 41     | Argentina            | 23        | 18     |
| 31     | Stati Uniti          | 12        | 19     |
| 29     | Italia               | 16        | 13     |
| 21     | Gran Bretagna        | 9         | 12     |
| 17     | Spagna               | 7         | 10     |
| 16     | Colombia             | 2         | 14     |
| 15     | Australia            | 9         | 6      |
| 15     | Germania             | 7         | 8      |
| 15     | Paesi Bassi          | 2         | 13     |
| 14     | Austria              | 4         | 10     |
| 13     | Rep. Ceca            | 4         | 9      |
| 12     | India                | 0         | 12     |
| 11     | Brasile              | 4         | 7      |
| 10     | Svizzera             | 8         | 2      |
| 10     | Giappone             | 4         | 6      |
| 9      | Portogallo           | 4         | 5      |
| 9      | Messico              | 0         | 9      |
| 7      | Belgio               | 2         | 5      |
| 7      | Ecuador              | 2         | 5      |
| 7      | Ucraina              | 2         | 5      |
| 6      | Taipei cinese        | 4         | 2      |
| 6      | Polonia              | 1         | 5      |
| 5      | Cina                 | 5         | 0      |
| 5      | Slovacchia           | 3         | 2      |
| 5      | Monaco               | 1         | 4      |
| 5      | Filippine            | 0         | 5      |
| 4      | Ungheria             | 4         | 0      |
| 4      | Canada               | 3         | 1      |
| 4      | Serbia               | 2         | 2      |
| 4      | Corea del Sud        | 1         | 3      |
| 4      | Finlandia            | 1         | 3      |
| 4      | Giamaica             | 0         | 4      |
| 4      | Romania              | 0         | 4      |
| 3      | Bolivia              | 1         | 2      |
| 3      | Kazakistan           | 1         | 2      |
| 3      | Perù                 | 1         | 2      |
| 3      | Uzbekistan           | 1         | 2      |
| 3      | Grecia               | 0         | 3      |
| 2      | Croazia              | 2         | 0      |
| 2      | Bosnia ed Erzegovina | 1         | 1      |
| 2      | Danimarca            | 1         | 1      |
| 2      | Turchia              | 1         | 1      |
| 2      | Norvegia             | 0         | 2      |
| 2      | Svezia               | 0         | 2      |
| 2      | Tunisia              | 0         | 2      |
| 2      | Venezuela            | 0         | 2      |
| 1      | Moldavia             | 1         | 0      |
| 1      | Russia               | 1         | 0      |
| 1      | Cile                 | 0         | 1      |
| 1      | Nuova Zelanda        | 0         | 1      |
| 1      | Uruguay              | 0         | 1      |
| 1      | Zimbabwe             | 0         | 1      |